# Euro

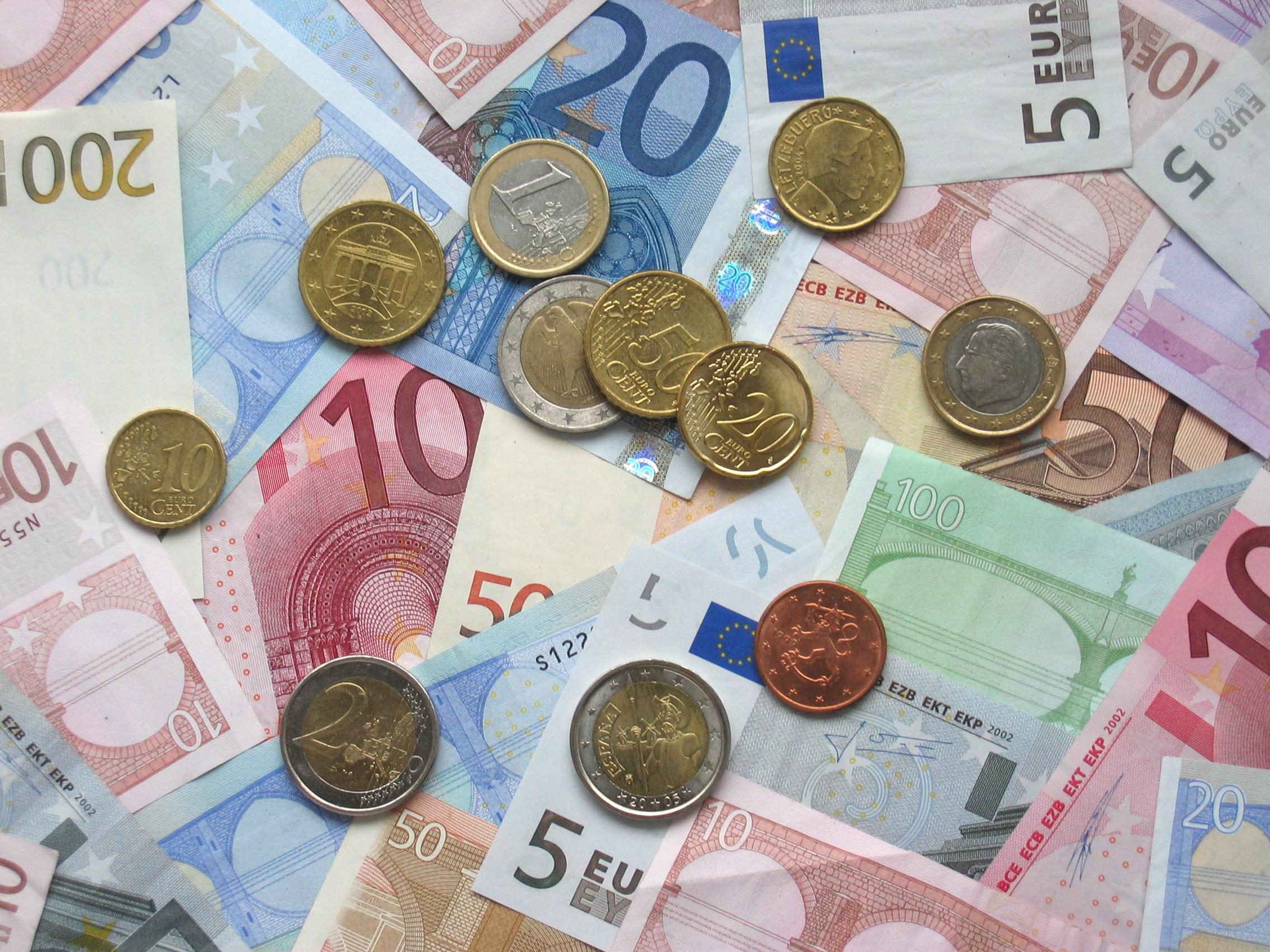
Euroscheine und -münzen

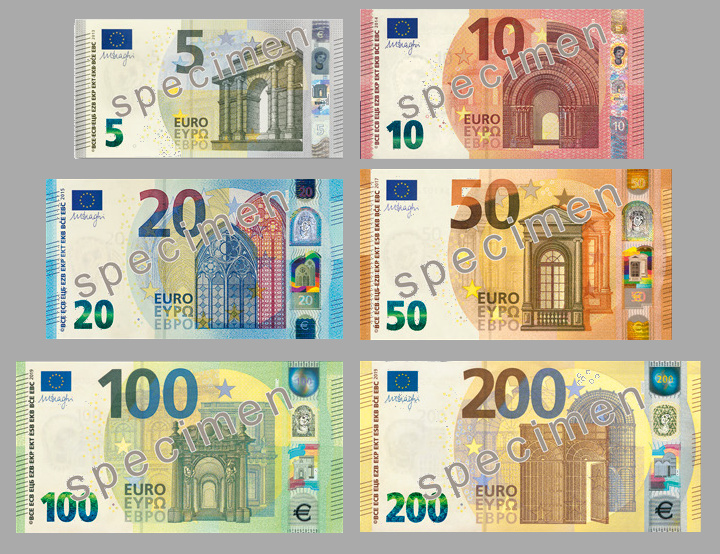
Euro-Banknoten der Europa-Serie

Der Euro (griechisch ευρώ, kyrillisch евро; ISO-Code: EUR, Symbol: €) ist laut Art. 3 Abs. 4 EUV die Währung der Europäischen Wirtschafts- und Währungsunion, eines in Art. 127–144 AEUV geregelten Politikbereichs der Europäischen Union (EU). Er wird von der Europäischen Zentralbank emittiert und fungiert als gemeinsame offizielle Währung in 20 EU-Mitgliedstaaten, die zusammen die Eurozone bilden, sowie in sechs weiteren europäischen Staaten. Nach dem US-Dollar ist der Euro die zweitwichtigste Reservewährung der Welt.
Der Euro wurde am 1. Januar 1999 als Buchgeld und drei Jahre später am 1. Januar 2002 als Bargeld eingeführt. Damit löste er die nationalen Währungen als Zahlungsmittel ab. Die Euromünzen werden von den nationalen Zentralbanken der 20 Staaten des Eurosystems sowie von derzeit vier weiteren Staaten mit jeweils landesspezifischer Rückseite geprägt. Die Euro-Banknoten aus verschiedenen Ländern unterscheiden sich bei der ersten Druckserie nur durch den Buchstaben an der ersten Stelle der Seriennummer, der angibt, im Auftrag welcher nationalen Zentralbank der Schein gedruckt wurde. Bei der zweiten Druckserie ab 2013 (Europa-Serie), die höheren Schutz vor Fälschungen bieten soll, beginnt die Seriennummer mit zwei Buchstaben, deren erster die Druckerei bezeichnet.
Seit 2020 untersucht die Europäische Zentralbank wie auch viele andere Zentralbanken und die Bank für Internationalen Zahlungsausgleich, ob es sinnvoll ist, einen digitalen Euro oder E-Euro als digitales Zentralbankgeld herauszugeben.

## Geschichte des Euros

### Der Euro als politisches Projekt

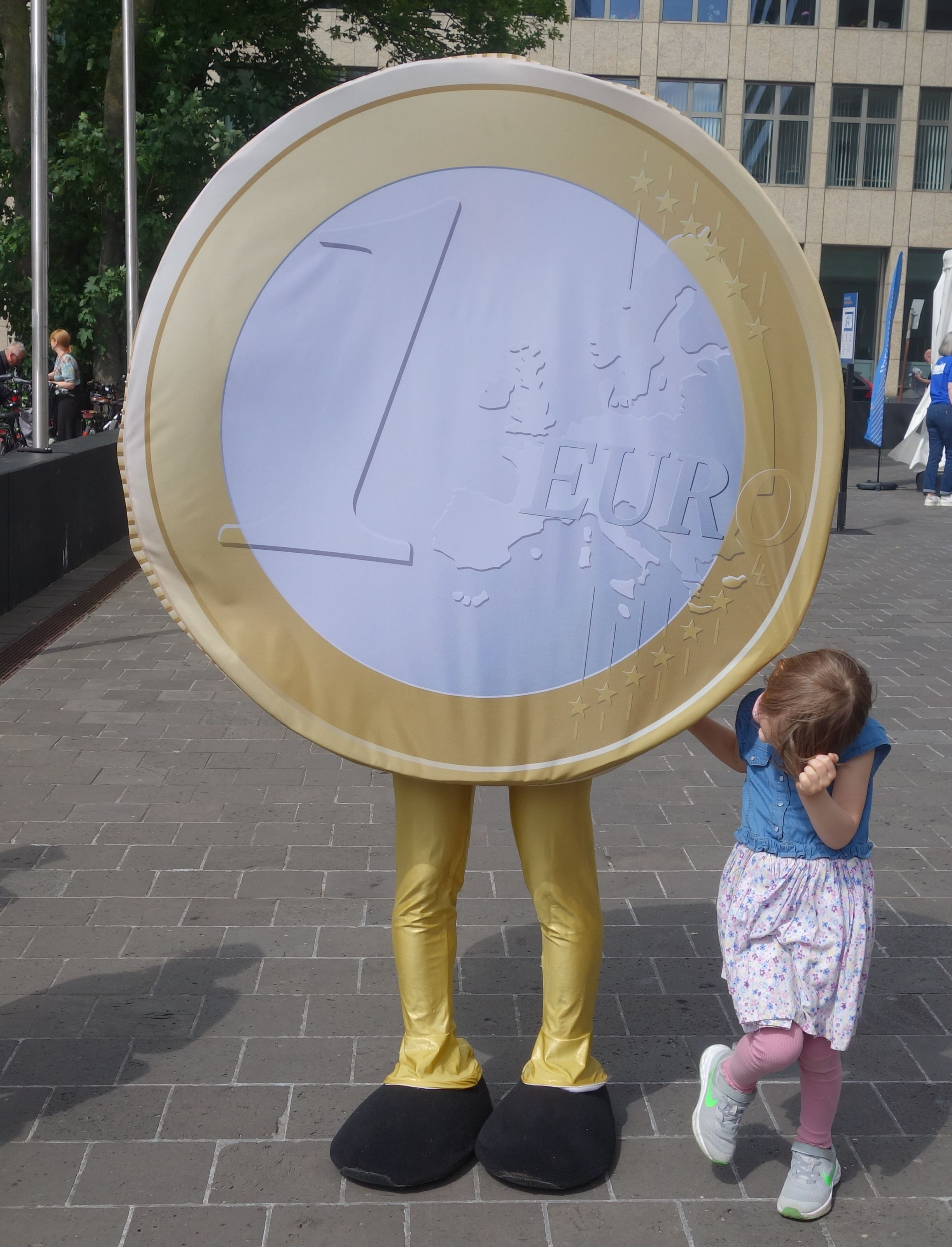
Laufender Euro, Werbung vor der Deutschen Bundesbank, Zweigstelle Düsseldorf (2024)

Die Idee einer einheitlichen europäischen Währung, die den Handel zwischen den Mitgliedstaaten der Europäischen Wirtschaftsgemeinschaft erleichtern sollte (Schaffung eines „gemeinsamen europäischen Markt[es]“):1031, entstand schon recht bald in der Geschichte der europäischen Integration. 1970 wurde das Vorhaben im „Werner-Plan“ erstmals konkretisiert; demnach sollte bis 1980 eine europäische Währungsunion verwirklicht sein. Das Vorhaben führte 1972 zur Gründung des Europäischen Wechselkursverbunds („Währungsschlange“). Dieser konnte nach dem Zusammenbruch des Bretton-Woods-Systems (März 1973) nicht wie geplant umgesetzt werden. Die Jahre darauf waren von den Folgen der ersten Ölkrise geprägt: im Herbst/Winter 1973/74 vervierfachte sich der Ölpreis; in einigen europäischen Ländern setzten Gewerkschaften aus diesem Anlass zweistellige Lohnsteigerungen durch (→Kluncker-Runde). Es ist umstritten, ob es eine Lohn-Preis-Spirale oder eine Preis-Lohn-Spirale gab (was war Ursache, was war Wirkung?). Viele europäische Länder hatten Stagflation (also Stagnation und Inflation); die damalige Krisenphase wurde und wird auch als Eurosklerose bezeichnet.
Bis Ende 1978 traten mehrere Staaten aus dem Wechselkursverbund aus. Die Europäische Gemeinschaft fokussierte ihre Aktivitäten stark auf den Agrarsektor (Gemeinsame Agrarpolitik (GAP)); in vielen Ländern begann eine Nettozahlerdebatte, die jahrzehntelang anhielt. Industrieländer wie Deutschland und Großbritannien wurden Nettozahler; landwirtschaftlich geprägte Länder wie Frankreich, Spanien und Portugal waren Nettoempfänger.
1979 wurde das Europäische Währungssystem (EWS) eingerichtet. Es sollte Schwankungen der nationalen Währungen jenseits einer gewissen Bandbreite verhindern. Daher wurde die Europäische Währungseinheit ECU geschaffen. Der ECU war eine Korbwährung, die man als Vorläufer des Euros bezeichnen kann. Der ECU diente nur als Verrechnungseinheit und existierte nicht als Bargeld, auch wenn einige symbolische Sondermünzen geprägt wurden. Einige EG-Mitgliedstaaten emittierten Staatsanleihen in ECU (sie wurden, wie andere Staatsanleihen auch, an den Börsen gehandelt) und nahmen Kredite in ECU auf.
Im Jahr 1988 erarbeitete ein Ausschuss unter Leitung des EG-Kommissionspräsidenten Jacques Delors den sogenannten „Delors-Bericht“. Im Zuge der von Deutschland angestrebten Wiedervereinigung verknüpfte laut Zeitungsberichten der damalige französische Staatspräsident François Mitterrand die Zustimmung Frankreichs zur Wiedervereinigung mit der Zustimmung des damaligen deutschen Bundeskanzlers Helmut Kohl zur „Vertiefung der Wirtschafts- und Währungsunion“, also mit der Einführung des Euros. In einem Gespräch mit Bundesaußenminister Hans-Dietrich Genscher in Paris sagte Mitterrand am 30. November 1989, zunächst müsse Europa vereinigt werden, dann erst Deutschland. Er koppelte damit seine Zustimmung zur Wiedervereinigung direkt an Kohls Zusage für ein Ende der D-Mark, was seit Jahren eines der politischen Hauptziele Mitterrands war. Kohl widersprach dieser Darstellung, hätte aber, wie er später in seinem Buch Aus Sorge um Europa schrieb, die gemeinsame europäische Währung für einen angemessenen Preis für die deutsche Einheit betrachtet. Er stimmte dem Projekt der Einführung des Euros ohne vorherige Rücksprache mit Bundesbankpräsident Hans Tietmeyer zu. Wie im Delors-Bericht vorgeschlagen, schuf man in drei Schritten die Europäische Wirtschafts- und Währungsunion:
- Die erste Stufe der Währungsunion wurde am 1. Juli 1990 mit der Herstellung des freien Kapitalverkehrs zwischen den EG-Staaten eingeleitet. Nachdem im Vertrag von Maastricht 1992 die rechtlichen Grundlagen für die weitere Umsetzung gelegt worden waren,
- begann am 1. Januar 1994 die zweite Stufe mit der Gründung des Europäischen Währungsinstituts (EWI, die Vorgängerinstitution der EZB) und der Überprüfung der Haushaltslage der Mitgliedstaaten.
- Die letzte Stufe wurde mit der Gründung der Europäischen Zentralbank (EZB) am 1. Juni 1998 und der endgültigen Festlegung der Wechselkurse der nationalen Währungen zum Euro am 1. Januar 1999 erreicht. Ab dann waren die Wechselkurse (auch Währungsparitäten genannt) der teilnehmenden Länder unverrückbar festgelegt.

Am 2. Mai 1998 beschlossen die Staats- und Regierungschefs der Europäischen Gemeinschaft in Brüssel, den Euro einzuführen. Bundeskanzler Kohl war sich bewusst, dass er damit gegen den Willen einer breiten Bevölkerungsmehrheit handelte. In einem 2013 bekanntgewordenen Interview vom März 2002 sagte er dazu: „In einem Fall [Einführung des Euros] war ich wie ein Diktator“. Er habe die Entscheidung aber getroffen, weil er den Euro als „ein Synonym für Europa“ und eine einzigartige Chance für das friedliche Zusammenwachsen Europas betrachtete.

### Teilnehmende Länder
- 1999: Belgien, Deutschland, Finnland, Frankreich, Irland, Italien, Luxemburg, Monaco 1, Niederlande, Österreich, Portugal, San Marino 1, Spanien und Vatikanstadt 1
- 2001: Griechenland
- 2002: Kosovo 2 und Montenegro 2
- 2007: Slowenien
- 2008: Malta und Zypern
- 2009: Slowakei
- 2011: Estland
- 2014: Lettland und Andorra 1
- 2015: Litauen (verspätet nach dem Streit mit der Litauischen Zentralbank um die Einführung)
- 2023: Kroatien
- 2026: Bulgarien[19]

### Verwirklichung des Euro-Projektes

#### EU-Konvergenzkriterien und der Stabilitäts- und Wachstumspakt
Im Vertrag von Maastricht von 1992 einigten sich die EU-Mitgliedstaaten auf bestimmte „Konvergenzkriterien“, die Staaten erfüllen mussten, um den Euro als Währung einzuführen. Sie umfassen im Einzelnen die Stabilität der öffentlichen Haushalte, des Preisniveaus, der Wechselkurse zu den übrigen EU-Ländern und des langfristigen Nominalzinssatzes. Auf Initiative des damaligen deutschen Finanzministers Theo Waigel wurde das erste dieser Kriterien auf dem Gipfel in Dublin 1996 auch über den Euro-Eintritt hinaus festgeschrieben. Dieser Stabilitäts- und Wachstumspakt erlaubt den Euroländern eine jährliche Neuverschuldung von maximal 3 % und einen Gesamtschuldenstand von maximal 60 % ihres Bruttoinlandsprodukts.
Allerdings kam es sowohl vor als auch nach der Euro-Einführung immer wieder zu Verstößen der Mitgliedstaaten gegen diese Regelungen. So konnte insbesondere Griechenland den Euro nur aufgrund von geschönten Statistiken einführen, und zahlreiche Mitgliedstaaten, darunter auch Deutschland und Frankreich, verstießen mehrfach gegen den Stabilitäts- und Wachstumspakt. Die darin vorgesehenen Sanktionen gegen Euroländer mit überhöhtem Defizit, die von den Finanzministern der übrigen Mitgliedstaaten verhängt werden können, wurden bisher jedoch noch kein einziges Mal angewandt. Insbesondere infolge der Staatsschuldenkrise in einigen europäischen Ländern (Eurokrise) führte dies ab 2010 zu einer politischen Debatte über die Europäische Wirtschafts- und Währungsunion als mögliche Fiskalunion.

#### Namensfindung

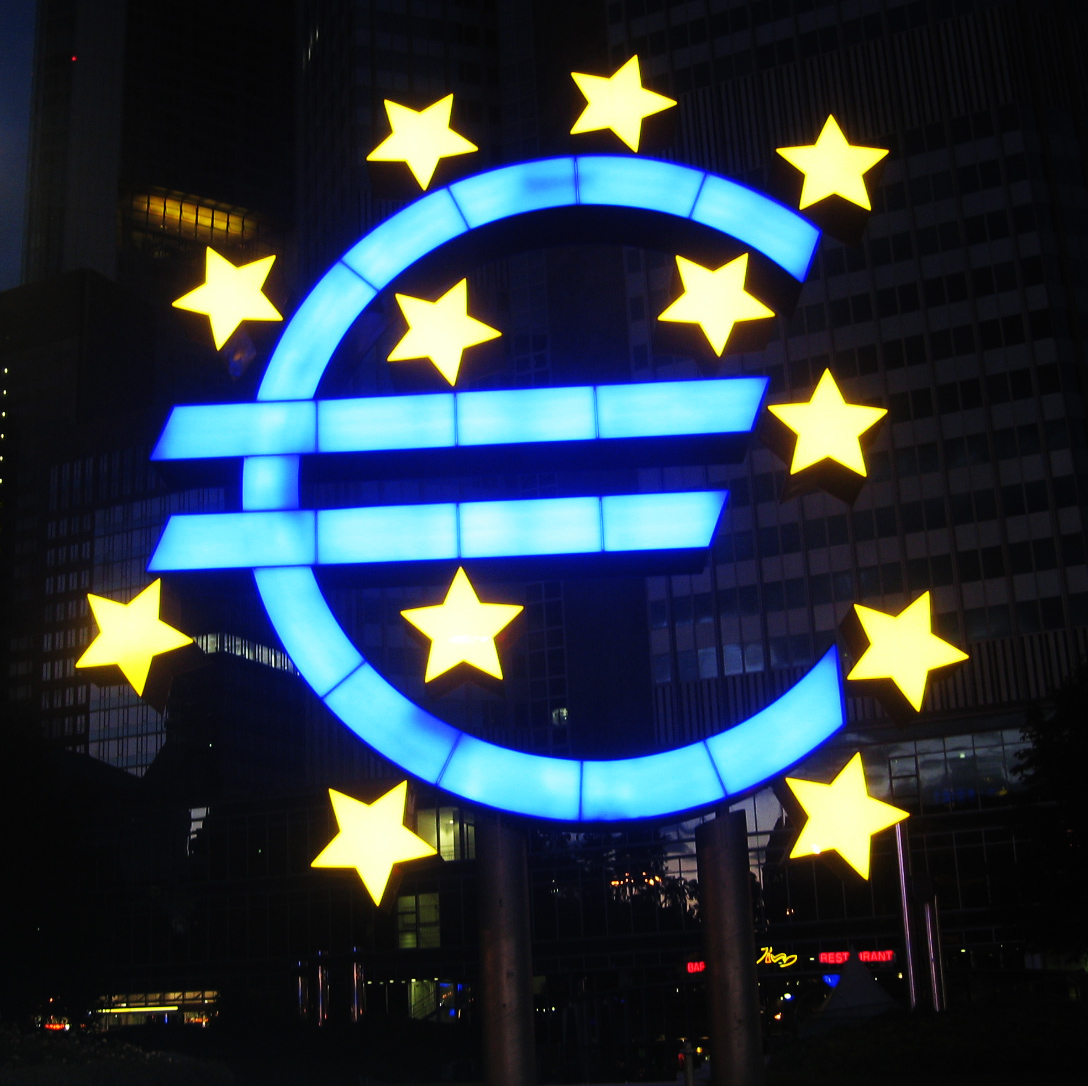
Eurozeichen als Kunstwerk von Ottmar Hörl am Willy-Brandt-Platz in Frankfurt am Main

Nachdem zunächst die Bezeichnung der alten Verrechnungswährung ECU auch für die geplante Gemeinschaftswährung erwartet worden war, wurde Anfang der 1990er-Jahre Kritik daran laut, da sie – als Abkürzung für European Currency Unit – zu technisch und unpersönlich sei. Dass die Bezeichnung in Anlehnung an den seit dem Mittelalter bekannten französischen Écu verstanden werden konnte, wurde hierbei weitgehend übersehen. Helmut Kohl monierte, „Écu“ ähnele im Deutschen dem Wort „Kuh“. Am 16. Dezember 1995 legte der Europäische Rat in Madrid daher einen anderen Namen der neuen Währung fest: „Euro“. Der Begriff soll regelkonform nur in der Einzahl verwendet werden (siehe unten, Pluralformen).
Zuvor waren auch alternative Vorschläge im Gespräch. Wichtige Kandidaten waren europäischer Franken (der in seiner spanischen Übersetzung Franco jedoch in unpassender Weise an Francisco Franco erinnert hätte), europäische Krone und europäischer Gulden. Durch die Verwendung eines bereits bekannten Währungsnamens sollte Kontinuität signalisiert und das Vertrauen der Bevölkerung in die neue Währung gefestigt werden. Darüber hinaus hätten einige Teilnehmerstaaten den bisherigen Namen ihrer Währung beibehalten können. Gerade dies stieß allerdings auch auf Kritik, da es einen Vorrang bestimmter Mitgliedstaaten gegenüber anderen angedeutet hätte. Letztlich scheiterten alle Vorschläge an den Vorbehalten einzelner Staaten, insbesondere Großbritanniens. Als Reaktion schlug die deutsche Delegation um den damaligen Finanzminister Theodor Waigel den Namen „Euro“ vor. Im Beschluss des Deutschen Bundestages war noch die Rede davon, den Währungsnamen regional mit den Namen der bisherigen Währungen zu erweitern, also in Deutschland „Euro-Mark“, in Frankreich „Euro-Franc“.
In einem 2017 unter tagesspiegel.de veröffentlichten Video erzählte Theodor Waigel, wie er im Jahr 1995 den Namen Euro erfunden und durchgesetzt hatte.
Die symbolische Wertangabe Euro auf einer Medaille ist erstmals für eine Ausgabe aus dem Jahr 1965 nachweisbar. Eine weitere private Prägung mit dieser Nominalbezeichnung ist 1971 in den Niederlanden hergestellt worden. Dabei wird der erste Buchstabe der Bezeichnung Euro als ein C mit eingefügtem kurzen, leicht geschlängelten Strich geschrieben. Der erste Buchstabe der Umschrift EUROPA FILIORUM NOSTRORUM DOMUS (lat.: Europa [ist] das Haus unserer Kinder) wird ebenso geschrieben.

#### Einführung des Euro als Buchgeld
Am 31. Dezember 1998 wurden die Wechselkurse zwischen dem Euro und den einzelnen Währungen der Mitgliedstaaten unwiderruflich festgelegt, am 1. Januar 1999 wurde der Euro gesetzliche Buchungswährung. Er ersetzte die frühere Korbwährung ECU (European Currency Unit) in einem Umrechnungsverhältnis von 1:1. Einen Tag später, am 2. Januar, notierten die europäischen Börsen bereits sämtliche Wertpapiere in Euro.
Eine weitere Änderung im zeitlichen Zusammenhang mit der Euro-Einführung war der Wechsel in der Methode der Preisdarstellung für Devisen. In Deutschland war bis zum Stichtag die Preisnotierung (1 USD = x DEM) die übliche Darstellungsform. Seit 1. Januar 1999 wird der Wert von Devisen in allen Teilnehmerländern in Form der Mengennotierung dargestellt (1 EUR = x USD). Ferner konnten seit dem 1. Januar 1999 Überweisungen und Lastschriften in Euro ausgestellt werden. Konten und Sparbücher durften alternativ auf Euro oder die alte Landeswährung lauten.
Der Europäische Rat beschloss im Juni 2000 in Santa Maria da Feira auf Empfehlung der Europäischen Kommission, Griechenland in das Euro-Währungsgebiet aufzunehmen. Griechenland trat dem Euro zwei Jahre nach den anderen Mitgliedstaaten zum 1. Januar 2001 bei.

#### Der endgültige Übergang zum Euro

##### Deutschland

###### Bargeldumtausch

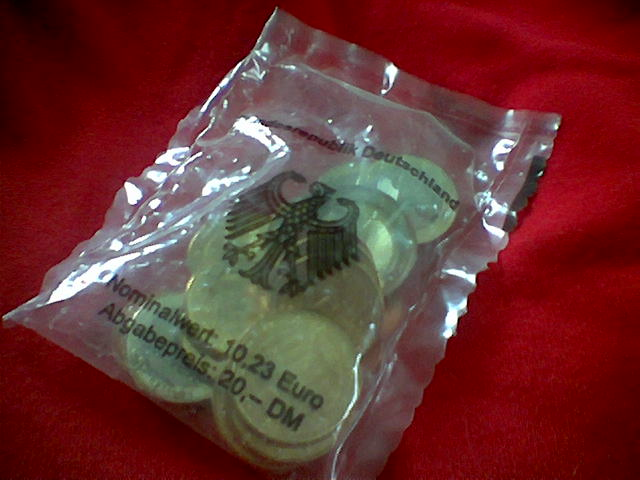
Deutsches Starterkit

In Deutschland wurde der Euro im Rahmen des sogenannten „Frontloading-Verfahrens“ ab September 2001 an Banken und Handel verteilt. Der Handel sollte durch die Ausgabe von Euro und Annahme von D-Mark in den Umtauschprozess einbezogen werden.
Ab dem 17. Dezember 2001 konnte in deutschen Banken und Sparkassen bereits eine erste Euromünzenmischung, auch „Starterkit“ genannt, erstanden werden. Diese Starterkits enthielten 20 Münzen im Wert von insgesamt 10,23 Euro und wurden für 20 D-Mark ausgegeben; die Rundungsdifferenz von 0,416 Cent zugunsten der Kunden wurde von der Staatskasse übernommen.
Um nach den Weihnachtsfeiertagen und dem Jahreswechsel 2001/2002 Schlangen an den Schaltern der Banken zu vermeiden, wurde es ermöglicht, auch im Januar und Februar 2002 beim Handel in D-Mark zu bezahlen. Das Wechselgeld wurde vom Handel in Euro und Cent herausgegeben. Zusätzlich kam ab 1. Januar 2002 Euro-Bargeld durch Abhebung an Geldautomaten und an den Schaltern der Banken in Umlauf. Weiter gab es in den ersten zwei Wochen des Januar Schlangen an den Umtauschschaltern der Banken und Sparkassen. Ab Ende Januar 2002 wurden Barbeträge hauptsächlich in Euro gezahlt. Eine Unwägbarkeit bei der Einführung des Euro-Bargeldes war, dass die Beschaffenheit, das Aussehen und die Formate der neuen Banknoten bewusst nicht vorab veröffentlicht wurden, um Fälschungen in der Einführungsphase zu vermeiden. Auch die Sicherheitsmerkmale, z. B. Wasserzeichen, Sicherheitsfaden, Hologrammfolie und Mikroschrift, wurden nicht vorab bekanntgegeben.
Während die Umstellung der Geldautomaten weitgehend unproblematisch verlief, befürchtete die Automatenwirtschaft Umsatzverluste, da die Automaten entweder Euro oder D-Mark akzeptierten (andere Zahlungsvarianten wie die GeldKarte hatten damals keine nennenswerte Bedeutung). Einige Verkehrsunternehmen und Tarifverbünde, wie der Rhein-Main-Verkehrsverbund, hatten zum Stichtag ungefähr die Hälfte der Automaten auf Euro umgestellt, sodass die Kunden vielerorts einen „alten“ und einen „neuen“ Automaten vorfanden. Der Übergang verlief unproblematischer als befürchtet, sodass viele Automaten früher als zunächst geplant auf Euro umgestellt wurden.

###### Umstellung der Konten und Verträge
Die Konten bei Banken und Sparkassen konnten auf Wunsch seit dem 1. Januar 1999 in Euro geführt werden. Im Rahmen der Einführung des Euro-Bargeldes wurden die Konten dann zum 1. Januar 2002 automatisch auf Euro umgestellt; einige Institute führten diese Umstellung jedoch schon für alle Kunden im Dezember 2001 durch. Die Umstellung war unentgeltlich. In den Übergangsjahren 1999 bis einschließlich 2001 konnten Überweisungen wahlweise in DM oder in Euro getätigt werden; abhängig davon, in welcher Währung das Zielkonto geführt wurde, erfolgte eine automatische Umrechnung; ab dem 1. Januar 2002 waren Überweisungen und Scheckzahlungen nur noch in Euro möglich.
Bestehende Verträge blieben gültig. Geldbeträge wurden im Regelfall zum 1. Januar 2002 umgerechnet (mit dem Faktor 1,95583), so dass sowohl Forderungen als auch Verbindlichkeiten wertmäßig unverändert blieben. Gleichwohl war es im Rahmen noch vorhandener Bargeldbestände bis zum Ende der Übergangsfrist am 28. Februar 2002 möglich, die alte DM-Forderung auch in DM bar zu begleichen.

###### Bargeldumtausch für Nachzügler
In Deutschland endete die Übergangsfrist der parallelen Annahme von D-Mark und Euro durch den Handel mit Ablauf des 28. Februar 2002. Seitdem ist der Umtausch der D-Mark in Euro nur noch bei den Filialen der Deutschen Bundesbank (ehemals Landeszentralbanken) unbegrenzt und kostenfrei möglich.
Im Rahmen von Sonderaktionen nehmen manche deutsche Handelsketten und Einzelhändler hin und wieder die Deutsche Mark als Zahlungsmittel an.
Trotz der einfachen und kostenlosen Umtauschmechanismen waren im Juli 2016 noch immer DM-Münzen und -Scheine im Wert von umgerechnet 12,76 Milliarden Euro nicht umgetauscht. Dabei handelt es sich nach Ansicht der Deutschen Bundesbank teils um verlorengegangenes oder zerstörtes Geld.
Der Euro ist somit die fünfte Währung in der deutschen Währungsgeschichte seit der Reichsgründung 1871. Vorgänger waren Goldmark, Rentenmark (später Reichsmark), Deutsche Mark sowie die Mark der DDR (vorher Deutsche Mark beziehungsweise Mark der Deutschen Notenbank).

##### Österreich
In Österreich begann die Oesterreichische Nationalbank am 1. September 2001 mit der Vorverteilung von Euromünzen und -banknoten an die Kreditinstitute. Diese konnten sofort damit beginnen, die Firmenkunden und den Handel mit dem neuen Zahlungsmittel zu versorgen. Dafür wurden von der Nationalbank Kassetten mit Münzrollen, offiziell Startpaket Handel genannt, im Wert von 145,50 Euro mit einem Gegenwert von 2.000 Schilling für die Kassenausstattung im Handel ausgegeben. Unabhängig davon konnte jedes Unternehmen seinen individuellen Eurobedarf bei seinem Kreditinstitut anmelden.

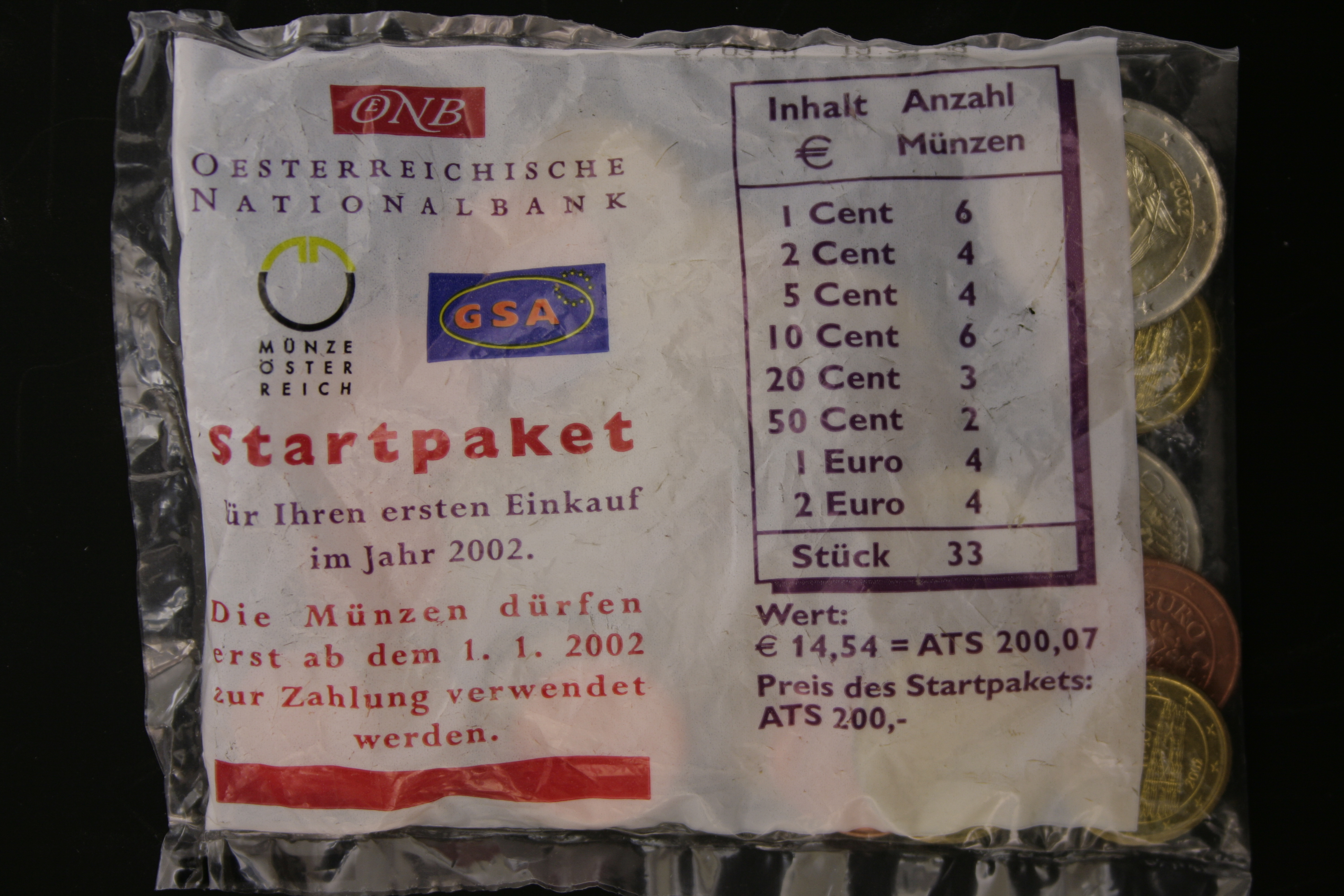
Österreichisches Startpaket

An Privatpersonen wurden die offiziell Startpaket benannten Münzbeutel ab 15. Dezember 2001 ausgegeben. Sie enthielten 33 Münzen im Gesamtwert von 14,54 Euro mit einem Gegenwert von 200,07 Schilling und wurden für 200 Schilling ausgegeben. Die allgemeine Geldausgabe – insbesondere auch der neuen Banknoten – begann am 1. Jänner 2002.
Wie in Deutschland lief auch in Österreich vom 1. Jänner bis zum 28. Februar 2002 die sogenannte Parallelumlaufphase, in der mit beiden Währungen bar gezahlt werden konnte, also entweder mit Schilling oder mit Euro – aber auch mit einer Mischung. Zwar verlor der Schilling mit Wirkung vom 1. März 2002 seine Gültigkeit als offizielles Zahlungsmittel; da aber Schillingbanknoten und -münzen bei der Oesterreichischen Nationalbank und Schillingmünzen bei der Münze Österreich unbefristet und kostenlos in Euro umgetauscht werden können, nahmen viele Geschäfte über die gesetzlich vorgesehene Zeit hinaus noch den Schilling an. Die Umstellung an den Bankomaten verlief weitgehend problemlos; die dort ausgegebenen Banknoten waren anfangs nur 10- und 100-Euro-Scheine. Die Begrenzung der täglich möglichen Bargeldbehebung von Bankomaten wurde mit der Umstellung von 5000 Schilling (363,36 Euro) auf 400 Euro erhöht. Im unbaren Zahlungsverkehr erfolgte die Umstellung aller Konten und Zahlungsaufträge automatisch am 1. Jänner 2002.
Während andere Warenautomaten wie für Zigaretten nach und nach von Schilling auf Euro umgestellt wurden, wurden die Zuckerl-, Kaugummi-, Kondom- und Brieflosautomaten des Aufstellers Ferry Ebert vom Markt genommen. Für die Firma war das Umrüsten der allein in Österreich rund 10.000 Automaten nicht zu finanzieren; ihre Automaten sind begehrte Sammelobjekte geworden.
Zum Stichtag 31. März 2010 waren nach Nationalbank-Angaben noch Schillingbestände von 9,06 Milliarden Schilling mit einem Gegenwert von 658,24 Millionen Euro im Umlauf. Davon entfielen unbegrenzt in Euro umtauschbare 3,45 Milliarden Schilling (250,9 Millionen Euro) auf Banknoten und 3,96 Milliarden Schilling (287,5 Millionen Euro) auf Münzen. Die Differenz, rund 18 %, 1,65 Milliarden Schilling (119,8 Millionen Euro), entfällt jedoch auf die letzten beiden zum Teil noch im Umlauf befindlichen Banknoten, die mit einer Präklusionsfrist bis 20. April 2018 versehen sind und die schon lange vor der Euro-Einführung ihre gesetzliche Zahlungskraft verloren hatten. Es handelt sich dabei um die 500-Schilling-Scheine „Otto Wagner“ und die 1000-Schilling-Scheine „Erwin Schrödinger“.
Um den Österreichern, aber auch ausländischen Gästen eine einfache Möglichkeit zu bieten, ihre noch vorhandenen Schillingbestände in Euro umzutauschen, fährt seit 2002 während der Sommermonate der Euro-Bus der Oesterreichischen Nationalbank durch Österreich. Ein Nebenzweck der Aktion liegt darin, die Bevölkerung über die Sicherheitsmerkmale der Euroscheine zu informieren.
Die Umstellung auf den Euro war die sechste Währungsreform oder -umstellung in der österreichischen Währungsgeschichte seit 1816 nach den Napoleonischen Kriegen. Vorgänger des Euros waren in Österreich der Gulden, die Krone (Österreich-Ungarn), der Schilling (Erste Republik), die Reichsmark (nach dem Anschluss ans „Dritte Reich“) und der Schilling (Zweite Republik), 1947 gab es eine Währungsreform mit einer Schillingabwertung auf ein Drittel.

##### Andere Länder der Eurozone

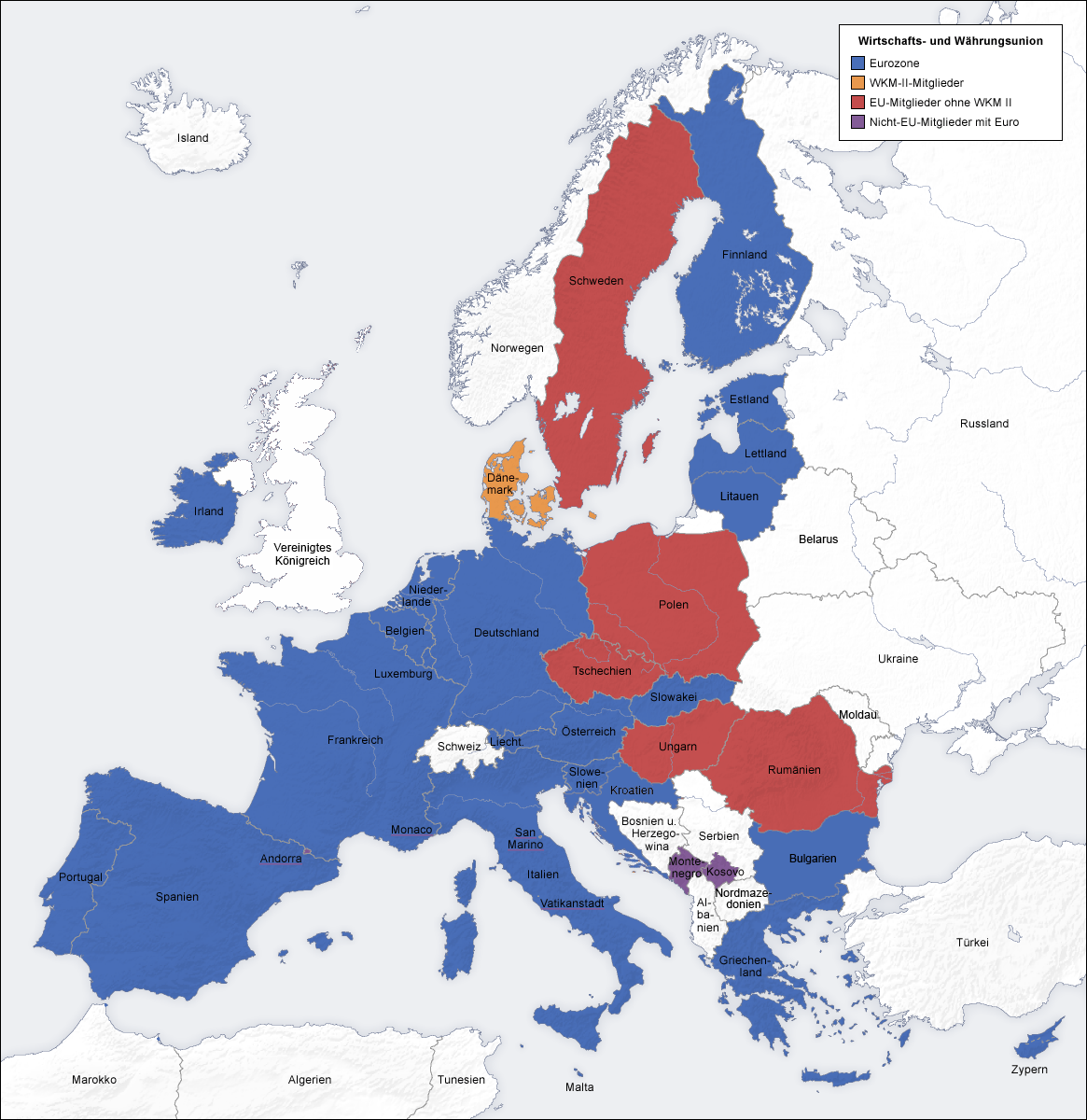
Karte europäischer Staaten mit Bezug zum Euro
EU-Länder mit Euro
EU-Länder im WKM II
EU-Länder außerhalb des WKM II
Nicht-EU-Mitglieder mit Euro

Bei allen bisherigen Teilnehmern wurde das Euro-Bargeld zu Jahresbeginn eingeführt.
In einer kurzen Übergangszeit nach der Einführung des Euro-Bargeldes war in jedem teilnehmenden Staat Bargeld in Euro und der alten Landeswährung in Umlauf. Die ehemaligen Landeswährungen waren allerdings zu dieser Zeit in der Regel keine gesetzlichen Zahlungsmittel mehr, wurden aber zahlungshalber angenommen; die Umrechnung in Euro erfolgte zum offiziell festgelegten Wechselkurs. Die Zeit des parallelen Bargeldumlaufes wurde unterschiedlich festgesetzt, zum Beispiel bis Ende Februar oder bis Ende Juni 2002. Die meisten Währungen können oder konnten auch danach noch bei der jeweiligen nationalen Zentralbank gegen Euro eingetauscht werden.

#### Umtausch von altem Bargeld
In den Euroländern ist der Umgang mit den früheren Währungen unterschiedlich geregelt. Auch nachdem diese nicht mehr gesetzliches Zahlungsmittel sind, gibt bzw. gab es die Möglichkeit zum Umtausch. Die Umtauschfristen unterscheiden sich aber:
- Scheine und Münzen unbefristet umtauschbar: Deutschland, Estland, Irland, Lettland, Litauen und Österreich
- Nur Scheine unbefristet umtauschbar, Münzen befristet: Belgien, Luxemburg, die Slowakei und Slowenien (Fristen jeweils abgelaufen), Kroatien (bis 31. Dezember 2025)
- Nur noch Scheine befristet umtauschbar: Niederlande (bis 1. Januar 2032, nicht jedoch Gulden-Scheine, die aus Geschäften nach dem 27. Januar 2002 stammen[36]; Frist für Münzen abgelaufen)
- Fristen für Scheine und Münzen abgelaufen: Finnland, Frankreich, Griechenland, Italien, Malta, Portugal, Spanien und Zypern

### Akzeptanz des Euros

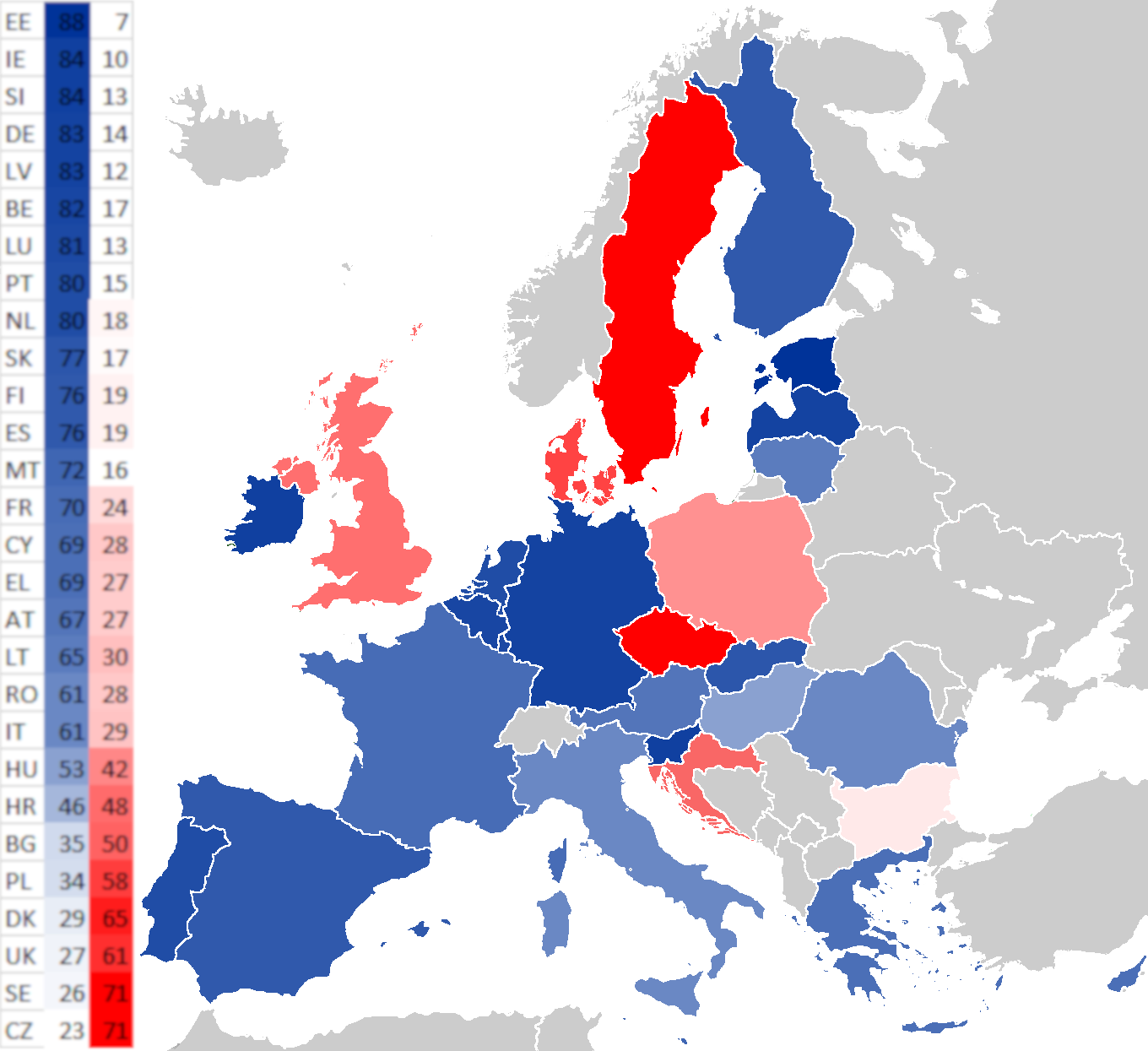
Zustimmung zum Euro in den EU-Mitgliedsländern. (Stand März 2018)
Ablehnung des Euro
Zustimmung zum Euro

#### Akzeptanz in Deutschland
In Deutschland hat ein Forschungsteam der Fachhochschule Ingolstadt zweieinhalb Jahre nach Einführung des Euros eine Studie zu dessen Akzeptanz in der deutschen Bevölkerung vorgelegt. Danach standen zur Erhebungszeit (2004) fast 60 % der deutschen Bevölkerung dem Euro positiv gegenüber. Viele der Befragten trauerten jedoch um die D-Mark. Auch rechneten viele der Befragten Preise von Euro in D-Mark um, bei höheren Beträgen häufiger als bei niedrigen. Bei allen Preisen rechneten 48 % der Befragten um, bei Preisen über 100 Euro jedoch noch 74 %. Das wurde erleichtert durch den einfachen Umrechnungsfaktor (nahezu 1:2, exakt 1:1,95583). Zudem verbindet die Bevölkerung mit der Einführung des Euros aber auch eine allgemeine Preisanhebung, die Teile des Einzelhandels vornahmen. In manchen der Euroländer (zum Beispiel in Frankreich und den Niederlanden) waren Preiserhöhungen im Zeitraum der Euro-Einführung gesetzlich untersagt, in Deutschland hatte man lediglich auf eine (verbale) Selbstverpflichtung des Handels gesetzt. Bei Auslandsreisen in seinem Geltungsbereich gewann der Euro deutlich an Sympathie. Auch der bessere Preisvergleich innerhalb Europas wurde positiv vermerkt. Laut der genannten Studie begrüßten viele der Befragten auch, dass durch die gemeinsame EU-Währung ein Gegenpol zu US-Dollar und Yen geschaffen wurde.
Laut Eurobarometer 2006 war eine relative Mehrheit von 46 % der deutschen Bevölkerung der Meinung, „Der Euro ist gut für uns, er stärkt uns für die Zukunft“, während 44 % der Meinung waren, der Euro „schwächt das Land eher“. 2002 waren die Eurobefürworter (39 %) noch in der Minderheit gegenüber den Euroskeptikern (52 %). Eine Studie der Dresdner Bank im Auftrag der Forschungsgruppe Wahlen ergab allerdings Ende 2007 ein Absinken der Euroakzeptanz der Deutschen auf 36 % gegenüber 43 % im Jahr 2004.
Laut Eurobarometer befürworteten 2014 mit 74 % eine deutliche Mehrheit der Deutschen den Euro, eine Minderheit von 22 % lehnte ihn ab.

#### Akzeptanz in Österreich
Laut Eurobarometer sind die Österreicher dem Euro gegenüber positiver eingestellt als die Deutschen. 2006 waren 62 % der österreichischen Bevölkerung der Meinung: „Der Euro ist gut für uns, er stärkt uns für die Zukunft“, während 24 % der Meinung waren, der Euro schwäche das Land eher. In Österreich waren bereits 2002 die Eurobefürworter (52 %) in der Mehrheit gegenüber den Euroskeptikern (25 %).

#### Akzeptanz in Lettland
Im Zuge der Einführung des Euros in Lettland stimmten nach dem Marktforschungsunternehmen SKDS lediglich 22 % der lettischen Bevölkerung zu, die Mehrheit von 53 % war dagegen. In den folgenden Jahren änderte sich dieses Verhältnis deutlich: 2018 befürworteten 83 % der Letten den Euro.

## Europäische Zentralbank

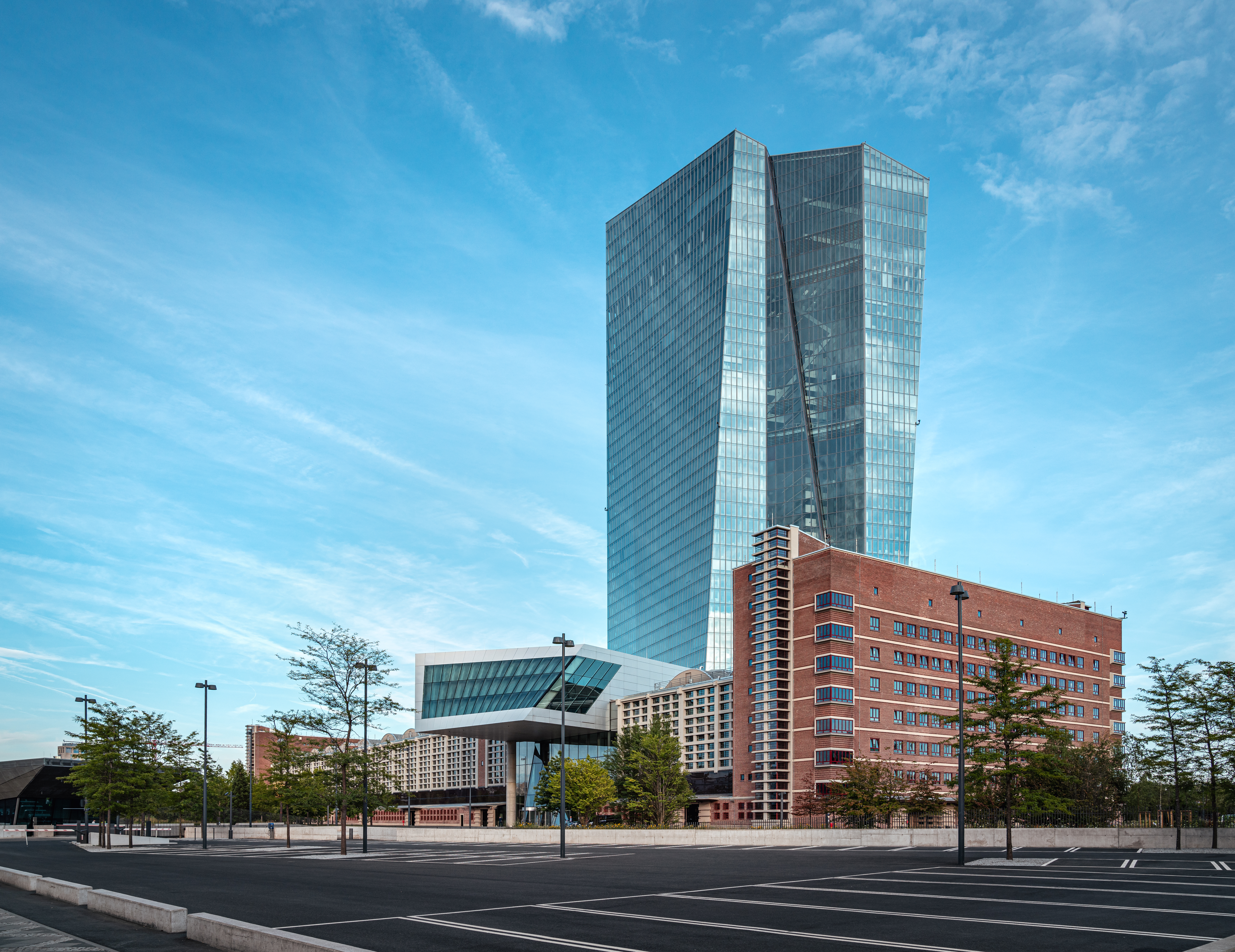
Die Europäische Zentralbank (EZB) in Frankfurt ist die länderübergreifende Zentralbank der Eurozone (seit 2014 EZB-Hauptsitz)

Der Euro wird von der Europäischen Zentralbank (EZB) in Frankfurt am Main kontrolliert. Diese nahm am 1. Juni 1998 ihre Arbeit auf. Die Verantwortung ging jedoch erst mit dem Start der Europäischen Währungsunion (EWU) am 1. Januar 1999 von den nationalen Zentralbanken (NZB) auf die EZB über. Neben der in Artikel 105 des EG-Vertrags festgelegten Sicherung der Preisstabilität hat die EZB auch noch die Aufgabe, die Wirtschaftspolitik der Mitgliedstaaten zu unterstützen. Weitere Aufgaben der EZB sind die Festlegung und Durchführung der Geldpolitik, die Verwaltung der offiziellen Währungsreserven der Mitgliedstaaten, die Durchführung von Devisengeschäften, die Versorgung der Volkswirtschaft mit Geld und die Förderung eines reibungslosen Zahlungsverkehrs. Um die Unabhängigkeit der EZB zu wahren, darf weder sie noch eine der NZB Anweisungen einer der Regierungen der Mitgliedstaaten erhalten oder einholen. Diese juristische Unabhängigkeit ist notwendig, da die EZB das ausschließliche Recht der Banknotenausgabe innehat und somit Einfluss auf die Geldmenge des Euros hat. Dies ist notwendig, um nicht der Versuchung zu erliegen, eventuelle Haushaltslöcher mit einer erhöhten Geldmenge auszugleichen. Dadurch würde das Vertrauen in den Euro schwinden und die Währung würde instabil werden.
Die Europäische Zentralbank bildet zusammen mit den nationalen Zentralbanken, wie der Deutschen Bundesbank oder der Oesterreichischen Nationalbank, das Europäische System der Zentralbanken und hat ihren Sitz in Frankfurt am Main. Das Beschlussorgan ist der EZB-Rat, der aus dem Direktorium der EZB und den Präsidenten der nationalen Zentralbanken gebildet wird. Das Direktorium besteht wiederum aus dem Präsidenten der EZB, dessen Vizepräsidenten und vier weiteren Mitgliedern, die allesamt regelmäßig für eine Amtszeit von acht Jahren von den Mitgliedern der EWU gewählt und ernannt werden, eine Wiederwahl ist ausgeschlossen.

## Eurozone

Staaten und Gebiete mit Euro oder fester/enger Wechselkursbindung zum Euro (Stand 1. Januar 2023):
EU-Mitglieder und deren abhängige Gebiete, die den Euro verwenden
Nicht-EU-Mitglieder, die den Euro verwenden
Staaten mit Wechselkursbindung zum Euro

Als Eurozone wird im strengen Sinne die Gruppe der 20 EU-Länder bezeichnet, die an der dritten Stufe der Europäischen Wirtschafts- und Währungsunion teilnehmen und den Euro als offizielles Zahlungsmittel nutzen („Euro-20“).
Im weiteren Sinne sind damit auch die Staaten gemeint, die den Kurs ihrer eigenen Währung über ein Wechselkurssystem an den Euro gekoppelt oder als Nicht-EU-Mitgliedstaaten, z. T. einseitig, den Euro eingeführt haben. Zu den Nicht-EU-Ländern, die den Euro verwenden, gehören neben den Kleinstaaten Andorra, Monaco, San Marino und Vatikanstadt auch Montenegro und Kosovo. Weiterhin verwenden die zu Frankreich, aber nicht zur EU gehörenden Gebiete Saint-Pierre und Miquelon und Saint-Barthélemy den Euro. In den Militärbasen Akrotiri und Dekelia auf Zypern, die unter britischer Hoheit stehen und ebenso nicht zur EU gehören, wird nur mit dem Euro gezahlt.
Einen festen Wechselkurs zum Euro haben in Europa Bosnien und Herzegowina und Bulgarien sowie in Afrika Kap Verde, São Tomé und Príncipe, die Komoren und die 14 Länder der CFA-Franc-Zone. Auch der CFP-Franc, der in einigen pazifischen französischen Überseegebieten verwendet wird, ist fest an den Euro gebunden. Andere Wechselkurssysteme, wie der Wechselkursmechanismus II, dem Dänemark angehört, erlauben eine gewisse Bandbreite an Schwankungen um einen Leitkurs. Manche Staaten wie Marokko wiederum haben ihre Währungen an einen Währungskorb gekoppelt, der zu einem bestimmten Anteil am Euro orientiert ist. Die Schweiz setzte von 2011 bis 2015 ein Wechselkurs-Fluktuationslimit. Insgesamt nutzen über vierzig Staaten den Euro oder eine von ihm abhängige Währung.
Im de jure zur Republik Zypern gehörenden Nordzypern gilt de facto die Türkische Lira als gesetzliches Zahlungsmittel.
Nach den im Vertrag von Maastricht erstmals festgehaltenen Bestimmungen zur Europäischen Wirtschafts- und Währungsunion sind alle EU-Mitgliedstaaten zur Einführung des Euro verpflichtet, sobald sie die EU-Konvergenzkriterien erfüllen, zu denen unter anderem die zweijährige Zugehörigkeit zum Wechselkursmechanismus II (WKM II) zählt. Befreit wurden davon – durch Ausnahmeprotokolle – nur Dänemark und das Vereinigte Königreich. Allerdings duldet die Europäische Kommission bislang, dass Schweden durch den Nichtbeitritt zum Wechselkursmechanismus II absichtlich eines der Konvergenzkriterien verfehlt, um so den Eurobeitritt zu vermeiden.

## Ökonomische Folgen der Einheitswährung

### Vorteile
Nach allgemeiner Währungstheorie ist zu erwarten, dass der Euro zu einem vereinfachten Handel zwischen den Mitgliedern der Eurozone und sinkenden bzw. „keinen Transaktionskosten“ führt:1034. Es wird vermutet, dass dies von Vorteil für die Verbraucher und Unternehmen der Eurozone ist, da Handel in der Vergangenheit eine der Hauptquellen ökonomischen Wachstums war. Es wird geschätzt, dass sich seit der Euro-Einführung bis zum Jahr 2009 der Handel innerhalb der Eurozone um 5–15 % erhöht hat. Europäische Unternehmen sollen von dem Wegfall der „Handelshemmnisse zwischen den Mitgliedsländern“ profitieren: eine Ausdehnung der Unternehmungen über den europäischen Markt sowie die Nutzung zunehmender Skaleneffekte sollen einsetzen. Der Euro kann auch als „Vervollständigung des gemeinsamen europäischen Binnenmarktes (freier Verkehr von Waren, Dienstleistungen, Kapital und Personen) gelten“ – man könnte im Umkehrschluss auch konstatieren, dass dem europäischen Binnenmarkt ohne eine gemeinsame Währung eine wichtige Komponente fehlen würde.:1031–1034
Bei Einführung des Euros ging man davon aus, dass Preisunterschiede für Produkte und Dienstleistungen in den Ländern der Eurozone abnehmen würden („Beseitigung der Preisdifferenzierung“):1034: Infolge der ausgleichenden Wirkung des Arbitrage-Handels sollten bestehende Unterschiede schnell ausgeglichen werden. Dies führe zu verstärktem Wettbewerb zwischen Anbietern, niedrigeren Preisen für private Haushalte und damit zu niedriger Inflation und mehr Wohlstand der Verbraucher.:1031–1034 Gänzlich beseitigt wird die Preisdifferenzierung jedoch nicht. Für Güter des täglichen Bedarfs werden die Marktteilnehmer nicht große Transportwege und -kosten auf sich nehmen. Eine Angleichung („Konvergenz“) der Preise findet dann nicht statt.:1034
Besondere Vorteile bringt der Euro für Reisende. Sie müssen innerhalb der Eurozone kein Geld umtauschen bzw. rücktauschen und sparen die damit verbundenen Gebühren. Außerdem können sie die Preise in ihrem Reiseland mit denen in ihrem Herkunftsland einfach vergleichen. Außerhalb der Eurozone werden Euroscheine, ähnlich wie US-Dollar-Noten, fast überall auf der Welt von Geldwechslern akzeptiert und zu günstigen Konditionen getauscht.
Bisher bestehende innergemeinschaftliche Wechselkursrisiken und die dadurch notwendigen Währungsabsicherungen würden für europäische Unternehmen entfallen („Verringerung der Wechselkursschwankungen“). Eine Spekulation gegen den Euro ist nach Auffassung vieler Ökonomen aufgrund seiner Größe sehr viel schwieriger als gegenüber kleineren Währungen. Währungsspekulationen hatten in den 1990er-Jahren zu schweren Verwerfungen im Europäischen Währungssystem (EWS) geführt (beispielsweise zum „Schwarzen Mittwoch“ am 16. Dezember 1992).:1035–1036 Währungsspekulationen können zu einer ausgeprägten Unter- oder Überbewertung einer Währung führen, mit entsprechenden Konsequenzen für die Inflationsrate und das Wirtschaftswachstum der Währungsgebiete beider Währungen eines Wechselkurses, und erschweren damit einen effizienten Handel zwischen zwei Währungsgebieten. Außerdem können sie die Währungsreserven eines Staates aufzehren. Durch die „Verringerung der Unsicherheit“ durch Wechselkursschwankungen verändert sich das Investitionsverhalten. Die zukünftige Planung und die Kalkulation von Projekten werden erleichtert. Ein Anstieg der Investitionen führt zu einem höheren wirtschaftlichen Wachstum.:1035
In politischer Hinsicht manifestiert der Euro die Zusammenarbeit der europäischen Staaten und ist ein greifbares Symbol europäischer Identität. Er kann zur Konsolidierung der Europäischen Union beitragen und, wie vor der Gründung der Europäischen Währungsunion vielfach erwartet und gehofft, langfristig zur Schaffung einer „politischen Union“ beitragen.
Im Allgemeinen konnte die Europäische Zentralbank ihre Hauptaufgabe erfüllen, das heißt mit ihrer Geldpolitik für eine stabile und weder zu hohe noch zu niedrige Inflation sorgen. Das Inflationsziel von „unter, aber nahe bei zwei Prozent“ wurde meist erreicht bzw. eine langfristige Abweichung verhindert.

### Nachteile
In der Vergangenheit wurden die EU-Konvergenzkriterien hinsichtlich der Staatsverschuldung von fast keinem Land konstant eingehalten. Politisch ist für Ökonomen, welche die Bedeutung eines ausgeglichenen Staatshaushalts hoch einschätzen, fraglich, ob EZB und Europäische Kommission die Mitgliedstaaten zu hinlänglicher Haushaltsdisziplin anhalten können: Entziehen sich einzelne Länder oder Ländergruppen ihrer unterstellten haushaltspolitischen Verantwortung, werden Inflationsrate und Finanzierungskosten für diese Länder solange niedrig bleiben, wie sich der Großteil der restlichen Euroländer nicht zu stark verschuldet. Dies kann in haushaltspolitisch unverantwortlichen Schuldenländern verspätete oder nicht ausreichende Korrekturen der Haushaltspolitiken fördern und zu Wohlstandseinbußen führen.
In der Praxis hat sich die Geld- und Zinspolitik im heterogenen Wirtschaftsraum als schwierig erwiesen („Aufgabe der nationalen Geldpolitik“):1036–1040:
Wachstumsraten von über 5 % in Irland mussten mit Raten nahe Null in den iberischen Staaten in Einklang gebracht werden: Der irischen Situation wäre nach bisher angewandten, „nationalen“ Methoden mit Leitzinserhöhungen und Geldmengenverknappung zu begegnen gewesen, während im Gegenbeispiel Zinslockerungen üblich gewesen wären. Solche regionalen Unterschiede lassen sich mit der einheitlichen Geldpolitik der Eurozone durch die EZB nicht hinreichend abbilden. Den „nationalen Volkswirtschaften“ ist „ein individuell einsetzbares wirtschaftpolitisches Instrument abhanden gekommen.“:1040
Ein wesentliches volkswirtschaftliches Problem stellte zu Beginn die Festlegung der Wechselkurse der an der Einheitswährung beteiligten Währungen dar. Eine Volkswirtschaft, die mit überbewerteter Währung der Einheitswährung beitritt, wird im Vergleich ein höheres Vermögen, jedoch auch ein höheres Preisniveau (höhere Kosten und Preise) aufweisen als Staaten, die unterbewertet oder reell bewertet der Einheitswährung beitreten. Aufgrund des höheren Preisniveaus besteht ein großer Importanreiz und verminderte Exportchancen und in der Folge steigende Arbeitslosigkeit. Um die Wettbewerbsfähigkeit der Wirtschaft zu erhalten, ist eine Absenkung des Preisniveaus (in prozentualer Höhe der Überbewertung) notwendig. Ein volkswirtschaftlicher Ausgleich der Überbewertung ist in der Währungsunion mangels Wechselkursmechanismus nur über innere Abwertung erreichbar.

### Rohstoffpreise
Ein weiterer Effekt betrifft die internationalen Rohstoffpreise, insbesondere den volkswirtschaftlich bedeutsamen Erdölpreis. Öl wird nach wie vor meist in US-Dollar berechnet, und die OPEC akzeptiert seit den 1970er-Jahren sogar nur noch den US-Dollar. Der Irak hatte im Jahr 2000 unter Saddam Hussein seine Ölverkäufe bereits gänzlich in Euro abgerechnet, was allerdings seitens der USA am 10. Juni 2003, rund einen Monat nach der Eroberung des Landes, wieder rückgängig gemacht wurde. Innerhalb der OPEC wurde diskutiert, die Preise auf Euro umzustellen, womit auch viele Drittländer gezwungen wären, Teile ihrer Devisenreserven für Ölkäufe von US-Dollar- in Euroguthaben umzuwandeln, was äußerst negative Auswirkungen auf den US-Dollar und die US-Wirtschaft hätte, die durch den stetig weiter wachsenden Handel mit Öl stabilisiert wird. Sowohl der Iran unter Präsident Mahmud Ahmadineschad als auch der damalige venezolanische Präsident Hugo Chávez waren im November 2007 Befürworter eines solchen Wechsels, der allerdings so nicht zustande kam. Der Iran vermeldete im Dezember 2007 die vollständige Umstellung seiner Ölexporte auf „Nicht-US-Dollar-Währungen“ und eröffnete darüber hinaus am 17. Februar 2008 eine eigene, nicht an den US-Dollar gebundene Ölbörse mit Sitz auf der Insel Kisch. Die Ölmengen, die das Land über diesen Handelsplatz exportiert, sollen allerdings zu gering sein, um die Stellung des US-Dollars als „Ölwährung“ ernsthaft gefährden zu können.

### Inflation
Schon vor, aber insbesondere nach der Bargeldeinführung des Euros im Januar 2002 wurden eventuelle Preissteigerungen durch die Währungsumstellung diskutiert.

#### Gemessene Verteuerung
Die Statistikbehörden der europäischen Länder ermitteln monatsweise Verbraucherpreisindizes, um den Preisverlauf zu ermitteln. In den deutschsprachigen Euroländern konnten hierbei nur minimale Unterschiede festgestellt werden. In keinem der deutschsprachigen Euroländer stieg die Inflation im Frühjahr 2002 über Werte hinaus, die sie nicht auch schon im Sommer 2001 erreicht hatte. Insgesamt war die Inflationsrate in den Jahren 2002 und 2003 sehr niedrig und unter dem Niveau der vorangegangenen Jahre.
Auch über längere Zeiträume gesehen war die Inflation etwas niedriger als in den Jahren vor dem Euro. So stieg der deutsche Verbraucherpreisindex in den fünf Jahren vor der Einführung um 7,4 %, während er in den fünf Jahren danach um 7,3 % stieg. Auch in Österreich stieg laut Statistik Austria der österreichische Verbraucherpreisindex in den zwölf Jahren von 1987 bis 1998 um durchschnittlich 2,45 % pro Jahr, während die Inflationsrate von 1998 bis 2003 auf durchschnittlich 1,84 % sank.
Diese Inflationsrate war jedoch nicht über alle Produktgruppen gleich. Für Waren und Dienstleistungen des täglichen Gebrauchs führte das Institut der Deutschen Wirtschaft im Jahr 2002 eine detaillierte Untersuchung der Daten des Statistischen Bundesamtes durch und ermittelte einen Preisanstieg im ersten Quartal von 4,8 %. Bei einzelnen Produktgruppen konnten stark überdurchschnittliche Preisanstiege festgestellt werden. Die Forscher kamen zu dem Schluss, dass das in der Bevölkerung verbreitete Gefühl starker Verteuerung nicht unbegründet sei, da Anstiege in diesem Bereich stärker wahrgenommen würden als Fixkosten wie Miete oder Heizung, die unverändert geblieben waren. Diese Studie zeigt zwar, dass die Preise in verschiedenen Bereichen Anfang 2002 erheblich stiegen, aber konnte nicht die weitere Entwicklung des Jahres 2002 abbilden. Die Daten des Statistischen Bundesamtes zeigen einen Preisfall unter das Niveau von 2001 gegen Ende 2002 in verschiedenen Produktgruppen, darunter auch den Lebensmitteln.

#### Gefühlte Inflation

Gefühlte Inflation in der Eurozone von Januar 2000 bis Mai 2012 (Quelle: Business and Consumer Survey der Europäischen Kommission)

Nach der Einführung des Euros empfanden viele Verbraucher eine Verteuerung von Waren und Dienstleistungen über der Inflationsrate. Der Anteil derer, die eine schnellere Inflation wahrnahmen, stieg im ganzen Euroraum ab Januar 2002 rapide an.
Umgangssprachlich kam daher zunehmend die von dem Satiremagazin Titanic eingeführte und anschließend von vielen Zeitungen verwendete Bezeichnung „Teuro“ auf. Sie wurde auch zum Wort des Jahres 2002 gewählt.
In Deutschland und den Niederlanden war die Wahrnehmung vermeintlicher Preissteigerungen am größten. In den deutschen Medien und der deutschen Politik wurde eine Debatte über vermeintliche Preisverwerfungen geführt. Auch in Österreich entstand bei einer Mehrheit der Eindruck, der Euro beeinflusse die Preisentwicklung negativ.

#### Erklärung der Diskrepanz
Für die Diskrepanz zwischen der gemessenen, gesunkenen Inflation und der subjektiv gefühlten Inflation in der Zeit nach der Euro-Einführung gibt es verschiedene Erklärungsansätze. Das Institut der Deutschen Wirtschaft weist schon in seiner Studie 2002 darauf hin, dass bestimmte alltäglich gekaufte Güter wie Lebensmittel tatsächlich überdurchschnittlich teurer wurden, was deutlich stärker wahrgenommen wurde als eine gegenläufige Entwicklung bei Produkten, die man seltener kauft, oder bei monatlich vom Konto abgebuchten Kosten.
Zur psychologischen Seite der Diskrepanz wurden u. a. von der Psychologin Eva Traut-Mattausch Untersuchungen durchgeführt, bei denen Probanden Preisänderungen bei der Währungsumstellung abschätzen sollten. Es ergab sich, dass durchweg die neuen Preise höher eingeschätzt wurden, als sie real waren. Preissenkungen wurden gar nicht, Preiserhöhungen illusorisch verstärkt wahrgenommen. Das hierfür verantwortlich gemachte psychologische Phänomen ist der schon seit Jahrzehnten bekannte so genannte Bestätigungsfehler, bei dem die Beurteilung von Informationen dadurch beeinflusst wird, welche Erwartungen zuvor bestehen. Den Erwartungen entsprechende Informationen werden als glaubwürdiger und wichtiger erachtet. Im Zusammenhang der Preiseinschätzung wirkt sich dies so aus, dass Umrechnungsfehler dann eher korrigiert werden, wenn sie der Erwartung zuwiderlaufen. In einem sehr ähnlichen Versuch in Österreich waren die Ergebnisse gleich.
Es wurde auch vermutet, dass die Wahrnehmung des Preises durch Rundungsfehler bei der Überschlagsrechnung (in Deutschland etwa 1:2 statt 1:1,95583 oder in Österreich 1:14 statt 1:13,7603) beeinflusst wird. In den psychologischen Studien zum Bestätigungsfehler konnte jedoch kein solcher Effekt festgestellt werden.

### Der Euro im globalen Währungssystem

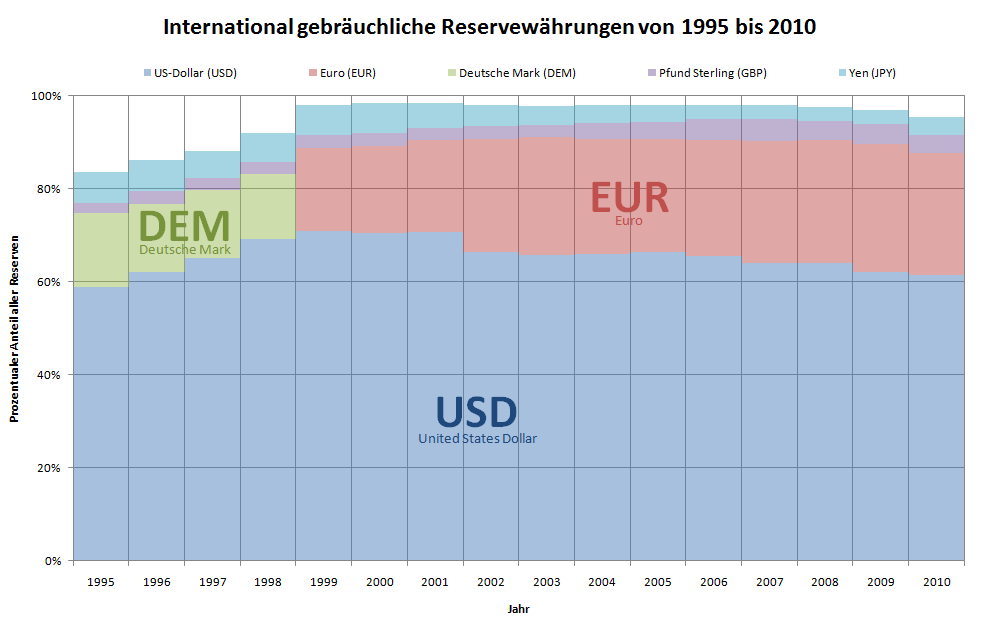
International gebräuchliche Reservewährungen zwischen 1995 und 2010

Alan Greenspan, bis zum 31. Januar 2006 Vorsitzender der US-Notenbank, sagte 2007, er halte es für durchaus denkbar, dass der Euro den US-Dollar als Reservewährung ablöst oder als gleichrangige Reservewährung gehandelt wird. Als Reservewährung liege der Dollar noch vorn; er habe gegenüber dem Euro aber keinen allzu großen Vorsprung mehr. Die EZB habe sich zu einer ernstzunehmenden Kraft in der Weltwirtschaft entwickelt, zu einem internationalen Machtfaktor. Die Regierung Bush (die 2001 antrat und nach dem 11. September einen Krieg in Afghanistan begann) habe zu wenig finanzpolitische Disziplin geübt. Dies würde das Ende einer Ära bedeuten, die nach dem Zweiten Weltkrieg mit der Ablösung des bis dahin dominierenden britischen Pfundes durch den US-Dollar begann.
Die meisten Wissenschaftler bewerten die wiederkehrenden Äußerungen aus Entwicklungs- und Schwellenländern bezüglich einer Umgewichtung bei ihren Währungsreserven oder einer Neu-Fakturierung von Rohölpreisen in Euro eher als politisches Druckmittel auf die USA, weniger als konkrete Absicht.
2006 war der Euro – gemessen an den Handels- und Finanzbeziehungen der meisten Drittländer mit der Eurozone – noch deutlich unterrepräsentiert.
Als führende internationale Bargeldwährung hat der Euro den US-Dollar 2006 abgelöst. Seit Oktober 2006 ist der Wert der im Umlauf befindlichen Eurobanknoten mit 592 Milliarden Euro höher als der der US-Dollar-Banknoten (579 Milliarden US-Dollar). Dies hängt jedoch auch damit zusammen, dass in den USA Einkäufe deutlich öfter mittels Kreditkarte bezahlt werden. Dadurch ist pro Person durchschnittlich weniger Bargeld im Umlauf. Die USA hatten damals knapp 300 Millionen Einwohner und die Europäische Union (EU28) etwas über 500 Millionen.
| | 1970 | 1980 | 1990 | 2000 | 2001 | 2002 | 2003 | 2004 | 2005 | 2006 | 2007 | 2008 | 2009 | 2010 | 2011 | 2012 | 2013 | 2014 | 2015 | 2016  | 2017  | 2018  | 2019  | 2020  | 2021  | 2022  | 2023  | 2024  |
| --- | ---- | ---- | ---- | ---- | ---- | ---- | ---- | ---- | ---- | ---- | ---- | ---- | ---- | ---- | ---- | ---- | ---- | ---- | ---- | ----- | ----- | ----- | ----- | ----- | ----- | ----- | ----- | ----- |
| USD | 77,2 | 67,2 | 62,8 | 70,5 | 70,7 | 66,5 | 65,8 | 65,9 | 66,4 | 65,5 | 64,1 | 64,1 | 62,1 | 61,8 | 62,2 | 61,2 | 61,0 | 63,3 | 64,1 | 65,36 | 62,73 | 61,76 | 60,75 | 58,92 | 59,15 | 58,36 | 58,44 | 53,63 |
| EUR | –    | –    | –    | –    | 17,9 | 24,2 | 25,3 | 24,9 | 24,3 | 25,1 | 26,3 | 26,4 | 27,6 | 26,0 | 25,0 | 24,2 | 24,4 | 21,9 | 19,7 | 19,14 | 20,17 | 20,67 | 20,59 | 21,29 | 20,48 | 20,47 | 19,94 | 18,39 |
| DEM | 1,9  | 14,8 | 19,8 | –    | –    | –    | –    | –    | –    | –    | –    | –    | –    | –    | –    | –    | –    | –    | –    | –     | –     | –     | –     | –     | –     | –     | –     | –     |
| JPY | –    | 0,1  | 4,6  | 9,4  | 5,2  | 4,5  | 4,1  | 3,9  | 3,7  | 3,1  | 2,9  | 3,1  | 2,9  | 3,7  | 3,5  | 4,0  | 3,8  | 3,9  | 4,0  | 3,95  | 4,90  | 5,19  | 5,87  | 6,03  | 5,83  | 5,51  | 5,69  | 5,40  |
| GBP | 10,4 | 2,9  | 2,4  | 2,8  | 2,7  | 2,9  | 2,6  | 3,3  | 3,6  | 4,4  | 4,7  | 4,0  | 4,3  | 3,9  | 3,8  | 4,0  | 4,0  | 3,8  | 4,9  | 4,35  | 4,54  | 4,43  | 4,64  | 4,73  | 4,81  | 4,95  | 4,86  | 4,39  |
| FRF | 1,1  | 1,7  | 2,7  | –    | –    | –    | –    | –    | –    | –    | –    | –    | –    | –    | –    | –    | –    | –    | –    | –     | –     | –     | –     | –     | –     | –     | –     | –     |
| CNY | –    | –    | –    | –    | –    | –    | –    | –    | –    | –    | –    | –    | –    | –    | –    | –    | –    | –    | –    | 1,08  | 1,23  | 1,89  | 1,94  | 2,29  | 2,66  | 2,69  | 2,29  | 2,02  |
| CAD | –    | –    | –    | –    | –    | –    | –    | –    | –    | –    | –    | –    | –    | –    | –    | –    | –    | –    | –    | 1,94  | 2,03  | 1,84  | 1,86  | 2,08  | 2,19  | 2,38  | 2,59  | 2,57  |
| AUD | –    | –    | –    | –    | –    | –    | –    | –    | –    | –    | –    | –    | –    | –    | –    | –    | –    | –    | –    | 1,69  | 1,80  | 1,63  | 1,70  | 1,83  | 1,81  | 1,96  | 2,14  | 1,91  |
| CHF | 0,7  | 3,2  | 0,8  | 0,3  | 0,3  | 0,4  | 0,2  | 0,2  | 0,1  | 0,2  | 0,2  | 0,1  | 0,1  | 0,1  | 0,1  | 0,3  | 0,3  | 0,3  | 0,3  | 0,16  | 0,18  | 0,14  | 0,15  | 0,17  | 0,17  | 0,23  | 0,20  | 0,84  |
| andere | 8,7  | 5,9  | 4,9  | 1,4  | 1,2  | 1,4  | 1,9  | 1,8  | 1,9  | 1,8  | 1,8  | 2,2  | 3,1  | 4,4  | 5,3  | 5,8  | 6,5  | 6,8  | 6,7  | 2,33  | 2,43  | 2,45  | 2,51  | 2,65  | 2,91  | 3,45  | 3,85  | 7,22  |
| Quellen: 1970–1984: BIZ: The evolution of reserve currency diversification, December 1986, S. 7, Tab. 1 (englisch) 1995–2015: IWF: Currency Composition of Official Foreign Exchange Reserves 1999–2005 (nur absolute Zahlen): EZB: The Accumulation of Foreign Reserves, Occasional Paper Series, Nr. 43 2016–2023: IWF: World Currency Composition of Official Foreign Exchange Reserves 2024: IWF: Global Foreign Exchange Reserves Trends (nur absolute Zahlen) |      |      |      |      |      |      |      |      |      |      |      |      |      |      |      |      |      |      |      |       |       |       |       |       |       |       |       |       |

### Auswirkungen auf Deutschland
Nach Einführung des Euros erlebte Deutschland eine wirtschaftliche Schwächephase. Hierfür sehen Ökonomen mehrere Gründe, die zum Teil mit dem Euro zusammenhängen. So sei Deutschland aufgrund politischer Fehler mit einem überhöhten Wechselkurs in die Euro-Währungsunion eingetreten, wodurch ein zu hohes Preisniveau entstand. Dies habe die Wettbewerbsfähigkeit Deutschlands verringert. Erst durch langjährige Lohnzurückhaltung der Tarifparteien sei es wieder zu einer Verringerung des Preisniveaus und damit zu einer Verbesserung der Wettbewerbsfähigkeit gekommen. Hans-Werner Sinn fasst die Realabwertung (innere Abwertung) wie folgt zusammen: „Wir sind billiger geworden und in gewisser Weise auch ärmer“. Zusätzlich entfielen mit Einführung des Euros die Wechselkursrisiken, die Finanzmarktakteure glichen daraufhin die Kreditzinsen für den gesamten Euroraum auf ein einheitliches Niveau an. Die Zinskonvergenz sorgte dafür, dass Kapital aus Euroländern mit niedriger Inflation abgezogen wurde und in Euroländer mit hoher Inflation floss, wo es zu einer wirtschaftlichen Überhitzung und später zu Zahlungsschwierigkeiten kam. Länder wie Deutschland erlitten in dieser Zeit eine Investitionsschwäche.
Der gemessen an der deutschen Wirtschaftskraft relativ moderate Wechselkurs des Euros hat sowohl positive als auch negative Auswirkungen auf Deutschland: Exporte sind billiger, Importe dagegen teurer. Eine Wiedereinführung der Deutschen Mark würde einerseits, wie das Sondergutachten des Sachverständigenrats zur Begutachtung der gesamtwirtschaftlichen Entwicklung vom 5. Juli 2012 festgestellt hat, zu einer erheblichen Aufwertung (Preisniveauerhöhung gegenüber anderen Währungsräumen) führen und somit dauerhaft die internationale Wettbewerbsfähigkeit der deutschen Wirtschaft nicht nur in Europa, sondern weltweit erheblich beeinträchtigen. Andererseits würden Importe nach Deutschland deutlich billiger.

## Wechselkurse zum Euro

### Umrechnung der alten Währungen in Euro
| ¤/EUR | EUR/¤       | ISO | Vorgängerwährung          |
| --- | ----------- | --- | ------------------------- |
| 0040,3399 | 0,0247894   | BEF | Belgische Franken         |
| 0001,95583 | 0,511292    | BGN | Bulgarische Lew           |
| 0001,95583 | 0,511292    | DEM | Deutsche Mark             |
| 0015,6466 | 0,0639116   | EEK | Estnische Kronen          |
| 0005,94573 | 0,168188    | FIM | Finnische Mark            |
| 0006,55957 | 0,152449    | FRF | Französische Francs       |
| 0340,750 | 0,00293470  | GRD | Griechische Drachmen      |
| 0000,787564 | 1,26974     | IEP | Irische Pfund             |
| 1936,27 | 0,000516457 | ITL | Italienische Lire         |
| 0007,53450 | 0,132723    | HRK | Kroatische Kuna           |
| 0000,702804 | 1,42287     | LVL | Lettische Lats            |
| 0003,45280 | 0,289620    | LTL | Litauische Litas          |
| 0040,3399 | 0,0247894   | LUF | Luxemburgische Francs     |
| 0000,429300 | 2,32937     | MTL | Maltesische Lire          |
| 0002,20371 | 0,453780    | NLG | Niederländische Gulden    |
| 0013,7603 | 0,0726728   | ATS | Österreichische Schilling |
| 0200,482 | 0,00498798  | PTE | Portugiesische Escudos    |
| 0030,1260 | 0,0331939   | SKK | Slowakische Kronen        |
| 0239,640 | 0,00417293  | SIT | Slowenische Tolar         |
| 0166,386 | 0,00601012  | ESP | Spanische Peseten         |
| 0000,585274 | 1,70860     | CYP | Zypriotische Pfund        |
| Die Zahlen der ersten Spalte mit 6 signifikanten Dezimalstellen gelten streng; die Zahlen der zweiten Spalte sind daraus abgeleitet und hier auf ebenfalls 6 signifikante Stellen gerundet. |             |     |                           |

Im Vorfeld der Euro-Einführung in einem Mitgliedstaat der EWU entscheiden die EU-Finanzminister über den endgültigen Umtauschkurs. Der Wechselkurs wird dabei immer auf insgesamt sechs signifikante Stellen (d. h. nach und gegebenenfalls auch vor dem Komma) genau festgelegt, um Rundungsfehler möglichst gering zu halten.
Die Wechselkurse der Währungen der ursprünglich an der Währungsunion teilnehmenden Staaten wurden am 31. Dezember 1998 von den Finanzministern festgelegt. Basis war dabei der Umrechnungswert der zuvor bestehenden ECU. Bei späteren Beitritten zum Euro (Griechenland 2001, Slowenien 2007 sowie Malta und Zypern 2008) wurde der Mittelwert im Rahmen des WKM II als Maßstab genommen.
Seit der Einführung des Euros als Buchgeld dürfen die teilnehmenden Währungen nur über eine Triangulation ineinander umgerechnet werden. Dabei muss immer zuerst von der Ausgangswährung in den Euro und dann vom Euro in die Zielwährung umgerechnet werden. Eine Rundung ist dabei ab der dritten Euro-Nachkommastelle sowie in der Zielwährung erlaubt. Durch die Triangulation werden Rundungsfehler verhindert, die bei der direkten Umrechnung auftreten könnten, das Verfahren wurde deshalb von der Europäischen Kommission verbindlich vorgeschrieben.
Bei der Umrechnung von Beträgen nach Euro, die noch in „alten“ Währungseinheiten festgelegt sind, darf erst am Ende der Berechnung der zu zahlende Gesamtbetrag gerundet werden. Eine Rundung von einzelnen Berechnungsfaktoren oder von Zwischenergebnissen würde zu einem anderen Gesamtergebnis führen. Damit würde der Rechtsgrundsatz verletzt, dass die Einführung der neuen Währung die Kontinuität von Verträgen nicht berührt.
Praktisches Beispiel: War in einem Mietvertrag ein monatlich zu zahlender Mietzins vereinbart, der sich als Produkt aus Mietfläche und Quadratmeterpreis berechnet, ist nicht der Quadratmeterpreis in Euro umzurechnen und zu runden, sondern erst der monatliche Zahlungsbetrag. Eine andere Vorgehensweise würde unter Umständen erhebliche Senkungen oder Erhöhungen der monatlichen Zahlungen bewirken (vgl. Urteil des deutschen Bundesgerichtshofs vom 3. März 2005 – III ZR 363/04).

### Historische Kursverläufe zu anderen Leitwährungen

#### US-Dollar
| Jahr | Datum  | Tiefst | Datum  | Höchst |
| ---- | ------ | ------ | ------ | ------ |
| 1999 | 03.12. | 1,0015 | 05.01. | 1,1790 |
| 2000 | 26.10. | 0,8252 | 06.01. | 1,0388 |
| 2001 | 06.07. | 0,8384 | 05.01. | 0,9545 |
| 2002 | 28.01. | 0,8578 | 31.12. | 1,0487 |
| 2003 | 08.01. | 1,0377 | 31.12. | 1,2630 |
| 2004 | 14.05. | 1,1802 | 28.12. | 1,3633 |
| 2005 | 15.11. | 1,1667 | 03.01. | 1,3507 |
| 2006 | 02.01. | 1,1826 | 05.12. | 1,3331 |
| 2007 | 12.01. | 1,2893 | 27.11. | 1,4874 |
| 2008 | 27.10. | 1,2460 | 15.07. | 1,5990 |
| 2009 | 04.03. | 1,2555 | 02.12. | 1,5090 |
| 2010 | 08.06. | 1,1942 | 13.01. | 1,4563 |
| 2011 | 29.12. | 1,2889 | 04.05. | 1,4882 |
| 2012 | 24.07. | 1,2089 | 28.02. | 1,3454 |
| 2013 | 27.03. | 1,2768 | 27.12. | 1,3814 |
| 2014 | 31.12. | 1,2141 | 06.05. | 1,3945 |
| 2015 | 13.04. | 1,0552 | 02.01. | 1,2043 |
| 2016 | 20.12. | 1,0364 | 03.05. | 1,1569 |
| 2017 | 03.01. | 1,0385 | 08.09. | 1,2060 |
| 2018 | 13.11. | 1,1261 | 15.02. | 1,2493 |
| 2019 | 30.09. | 1,0889 | 10.01. | 1,1535 |
| 2020 | 20.03. | 1,0707 | 30.12. | 1,2281 |
| 2021 | 24.11. | 1,1206 | 06.01. | 1,2338 |
| 2022 | 28.09. | 0,9565 | 04.02. | 1,1464 |
| 2023 | 03.10. | 1,0469 | 18.07. | 1,1255 |
| 2024 | 31.12. | 1,0389 | 30.09. | 1,1196 |
| 2025 | 13.01. | 1,0198 | 01.07. | 1,1810 |

Am 4. Januar 1999, dem ersten Tag des Börsenhandels in Euro an der Frankfurter Börse, hatte die neue Europa-Währung einen Wechselkurs von 1,1789 USD pro Euro. Der Kurs des Euros entwickelte sich in Relation zum US-Dollar zunächst negativ und erreichte über die ersten zwei Jahre des Börsenhandels immer weitere Tiefststände. Am 27. Januar 2000 fiel der Euro unter die Euro-Dollar-Parität; das Allzeittief wurde dann am 26. Oktober 2000 mit 0,8252 USD pro Euro erreicht.
Von April 2002 bis Dezember 2004 wertete der Euro mehr oder weniger kontinuierlich auf; am 15. Juli 2002 wurde wieder die Parität erreicht, am 28. Dezember 2004 erreichte er ein Rekordhoch mit 1,3633 USD. Entgegen den Erwartungen vieler Analysten, von denen manche sogar einen baldigen Anstieg auf über 1,40 USD oder gar 1,60 USD prognostiziert hatten, wertete der Euro wegen der Zinserhöhungspolitik der US-Notenbank im Verlauf des Jahres 2005 wieder deutlich ab und erreichte am 15. November mit 1,1667 USD sein Jahrestief 2005. Diese Zinserhöhungspolitik konnte allerdings wegen der Abschwächung der US-Konjunktur 2006 nicht mehr fortgesetzt werden; erschwerend kam seit der zweiten Jahreshälfte 2007 die Subprime-Krise hinzu, die die US-Notenbank zu mehreren Leitzinssenkungen veranlasste, sodass der Euro erneut aufwertete und der EZB-Referenzkurs am 15. Juli 2008 sein bisheriges Rekordhoch von 1,5990 USD erreichte, wobei der höchste je am Markt gehandelte Kurs bei 1,6038 USD lag. Zum Vergleich: Ihren Höchstwert erreichte die D-Mark am 19. April 1995, als 1 USD 1,3455 DEM kostete – das entspricht umgerechnet 1,45361 USD je Euro. Der an die D-Mark gekoppelte österreichische Schilling erreichte sein Allzeithoch am selben Tag mit einem US-Dollar-Preis von 9,485 Schilling, das sind umgerechnet 1,45074 USD je Euro.
Durch die Dollarschwäche war das Bruttoinlandsprodukt des Euroraums zu Markt-Wechselkursen im März 2008 größer als das der USA.

#### Weitere Währungen

Kursverlauf von 6 wichtigen Währungen seit 1999 in Bezug zu ihrem (mit dem BIP gewichteten) Mittel.
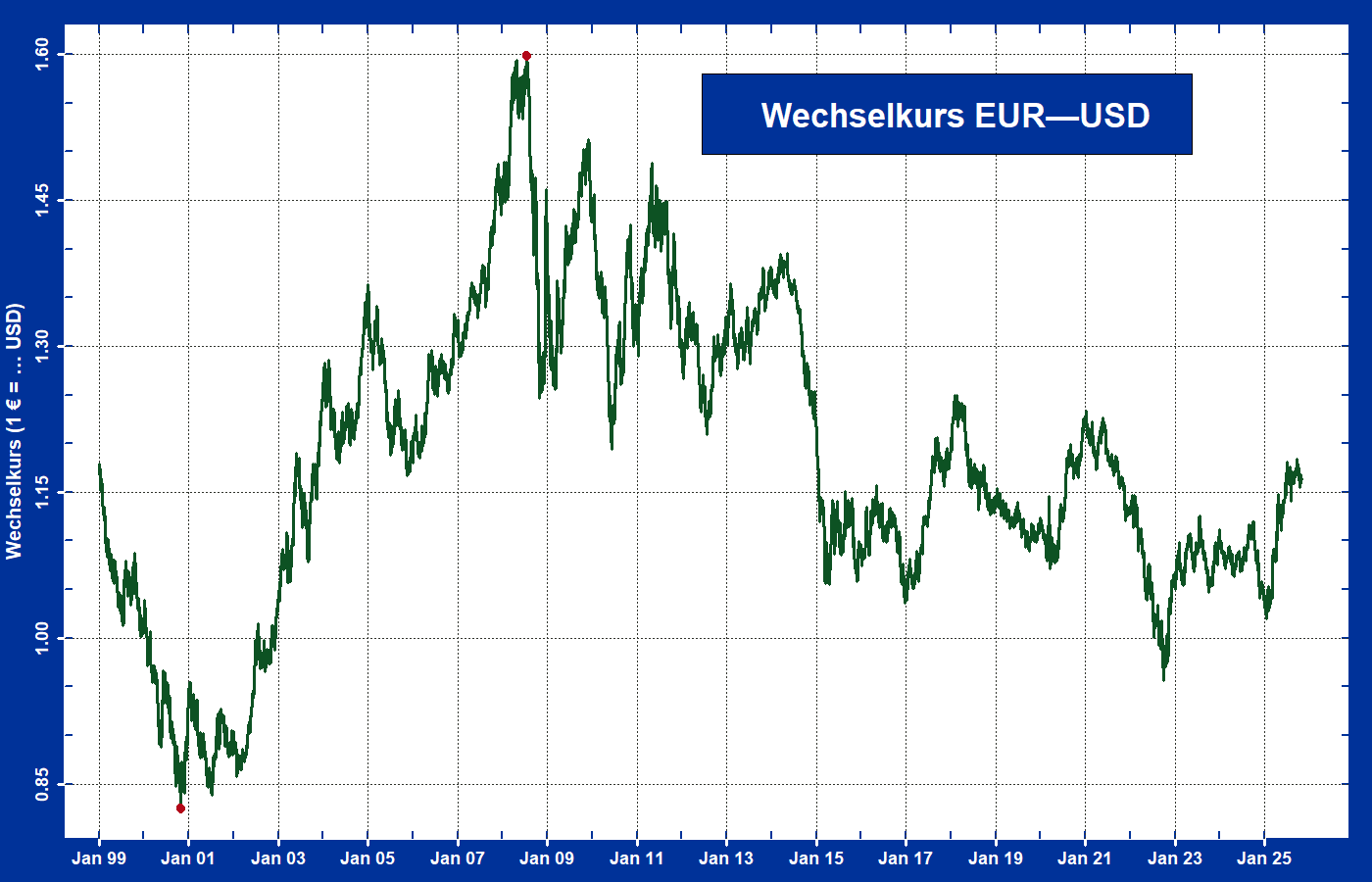
Der Kursverlauf des Euros gegenüber dem US-Dollar seit 1999
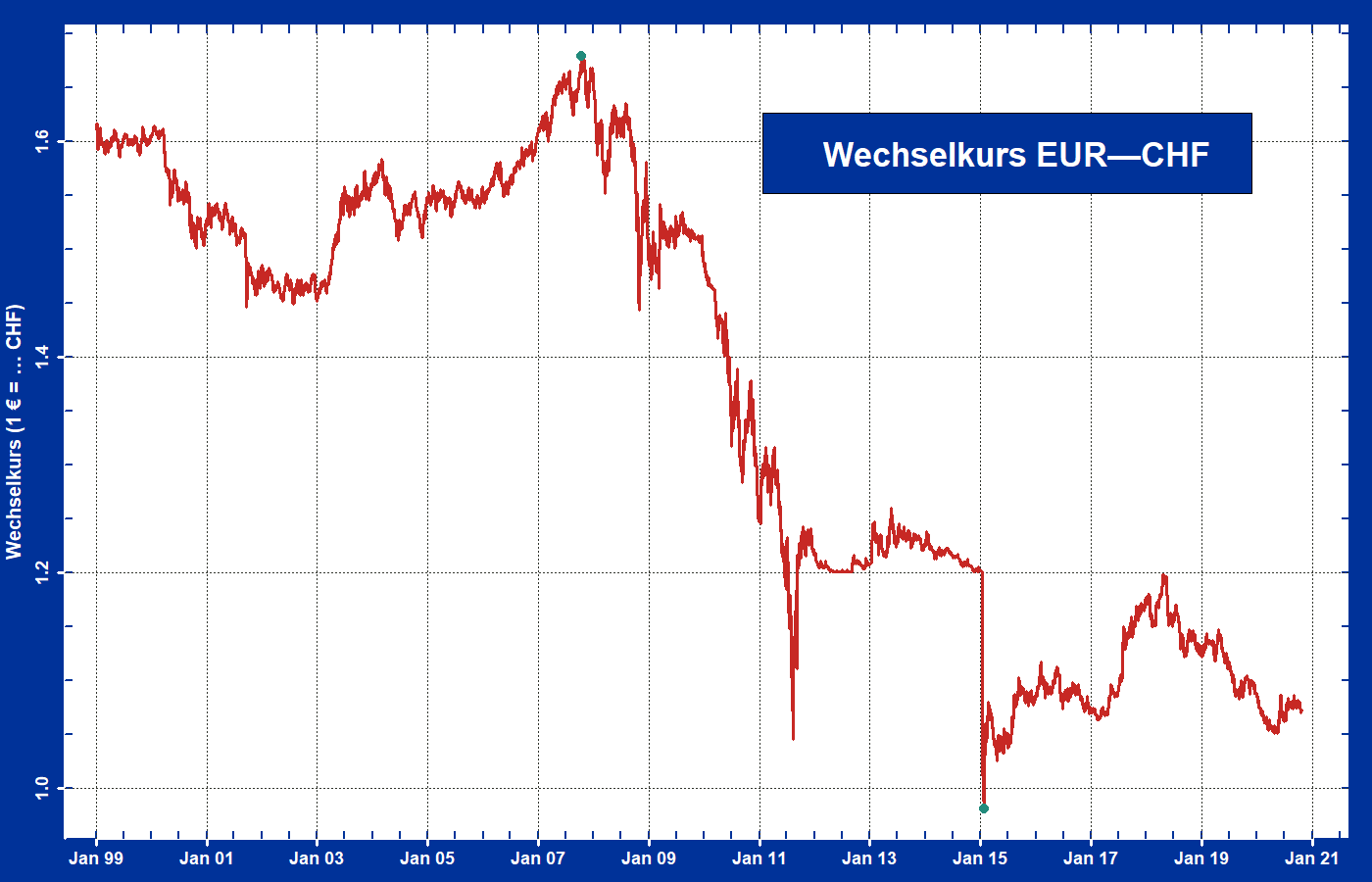
Kursverlauf des Euros gegenüber dem Schweizer Franken seit 1999
Kursverlauf des Euros gegenüber dem Britischen Pfund seit 1999
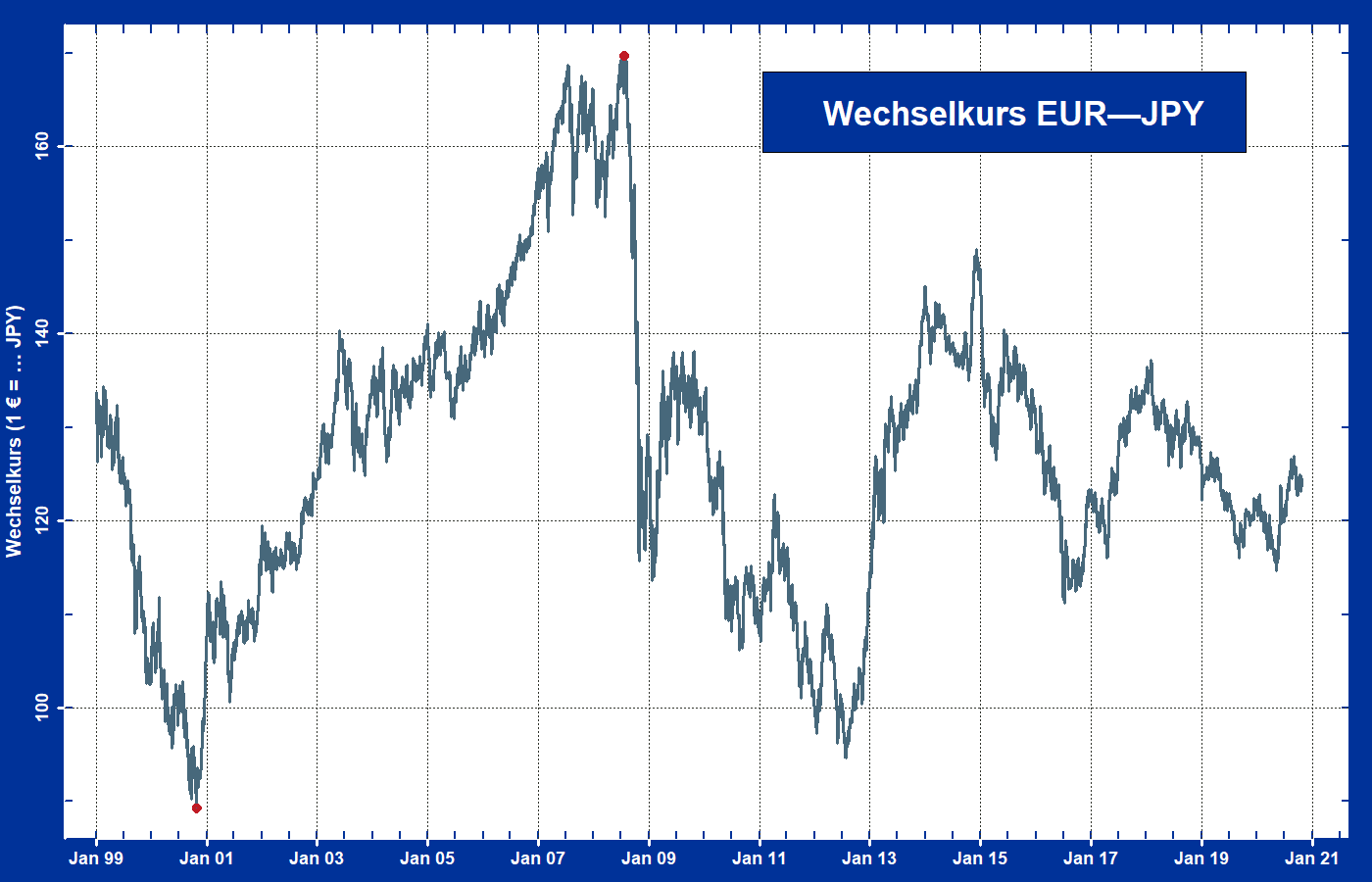
Kursverlauf des Euros gegenüber dem Yen seit 1999

### Bedeutung des US-Dollar-Euro-Wechselkurses
Ein hoher Eurokurs bringt für die europäische Wirtschaft sowohl Vorteile als auch Nachteile. Vorteilhaft ist die Verbilligung der Rohstoffe, die weiterhin überwiegend in US-Dollar gehandelt werden. Nachteilig ist die Verteuerung der Exporte, die zu Absatzproblemen führen kann. Durch die Größe des Euroraumes haben die Wechselkurse und somit die durch Wechselkursschwankungen hervorgerufenen Wechselkursrisiken jedoch weitaus weniger Bedeutung als zu Zeiten nationaler Währungen. Insbesondere konnte sich Anfang 2007 die europäische Binnenwirtschaft mit einem überdurchschnittlichen Wachstum von der nur moderat wachsenden Weltwirtschaft abkoppeln.
Der niedrige Eurokurs bis in das Jahr 2002 ist vermutlich teilweise auf seine damalige Nichtexistenz als Bargeld zurückzuführen, weswegen der Euro zunächst geringer bewertet wurde, als es allein aufgrund der Fundamentaldaten angemessen gewesen wäre. Die wirtschaftlichen Probleme in der europäischen Gemeinschaft machten Investitionen in Europa für ausländische Anleger unattraktiv, was den Euro weiter schwächte. Kurz nach der Bargeldeinführung kam es zu einer Euro-Aufwertung. Die wirtschaftliche Erholung Europas seit 2005, insbesondere der Exporte, hat die Aufwertung des Euros weiter unterstützt. Es gibt weitere Erklärungen, die auch zu der allgemeinen Annahme einer mittel- und langfristigen Fortsetzung des Euro-Wertzuwachses führen; es werden hierfür vorrangig drei Gründe angegeben:
- Das weiterhin steigende Haushalts- und Leistungsbilanzdefizit und damit einhergehend die Erhöhung der Verschuldung der USA,
- die absehbare Umschichtung der Währungsreserven von Staaten wie China, Indien, Japan, Russland und anderer großer Staaten sowie
- die zunehmende Bereitschaft Erdöl exportierender Staaten, neben dem US-Dollar auch den Euro als Zahlungsmittel für Erdöl anzunehmen.

Im Juli 2008 erreichte der Euro mit einem Kurs von 1,5990 US-Dollar pro Euro sein bisheriges Allzeithoch (siehe Tabelle „Jahreshöchst- und -tiefstwerte“ oben); im Zuge der Griechenland-Finanzkrise 2009/10 fiel der Kurs von 1,35 USD/EUR auf etwa 1,20 USD/EUR (= um etwa 10 %).

### Euro Currency Index

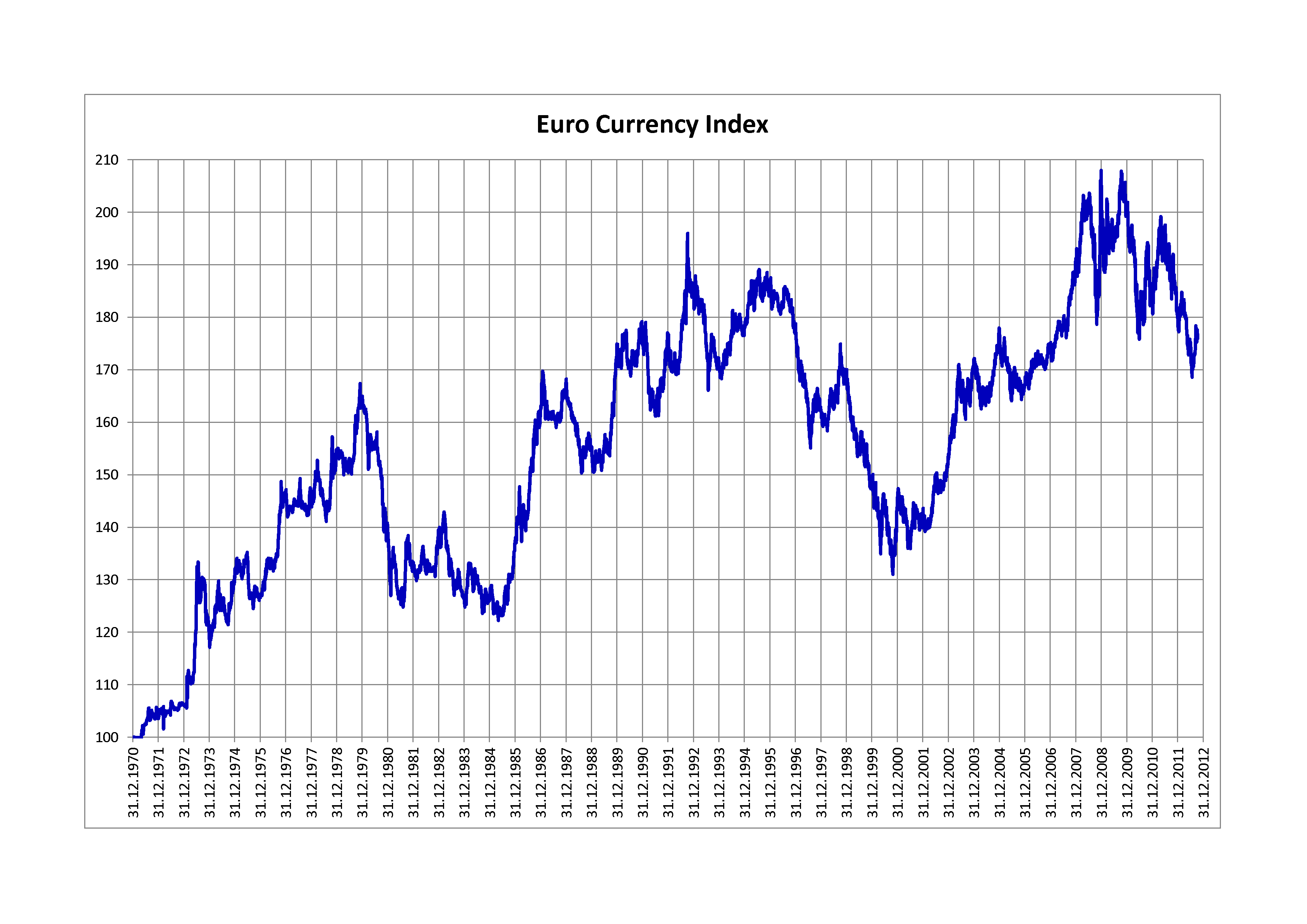
Euro Currency Index

Der Euro Currency Index (EUR_I) stellt das arithmetische Verhältnis von vier Leitwährungen im Vergleich zum Euro dar: US-Dollar, britisches Pfund, japanischer Yen und Schweizer Franken. Alle Währungen werden in den Maßeinheiten der Währung pro Euro ausgedrückt. Der Index wurde 2004 vom Börsenportal Stooq.com lanciert. Basiswert sind 100 Punkte am 4. Januar 1971. Vor Einführung der europäischen Gemeinschaftswährung am 1. Januar 1999 wurde ein Wechselkurs von 1 Euro = 1,95583 Deutsche Mark berechnet.
Vergleichbar mit dem arithmetisch gewichteten Euro Currency Index ist der handelsgewichtete Euro Effective Exchange Rate Index der Europäischen Zentralbank (EZB). Der Index der EZB misst im Vergleich zum Euro Currency Index viel akkurater den Wert des Euros, da die Gewichtung der EZB die Wettbewerbsfähigkeit europäischer Güter im Vergleich zu anderen Ländern und Handelspartnern stellt.
Auch andere Unternehmen veröffentlichten Euro Currency Indizes. Die Berechnung wurde aber nach wenigen Jahren wieder eingestellt. Beispiele sind der Dow Jones Euro Currency Index (DJEURO) von Dow Jones & Company von 2005 bis 2009 und der ICE Euro Currency Index (ECX) der Terminbörse ICE Futures U.S., früher New York Board of Trade (NYBOT), von 2006 bis 2011.

### Euro Effective Exchange Rate Index
Der Euro Effective Exchange Rate Index (Euro EER Index, auch bekannt als Euro Trade Weighted Index) ist eine Kennzahl, welche den Wert des Euros mittels eines Währungskorbs aus verschiedenen Währungen vergleicht. Der Index ist der handelsgewichtete Durchschnitt im Vergleich zu diesen Währungen. Er wurde 1999 von der Europäischen Zentralbank (EZB) erstmals veröffentlicht. Die EZB berechnet die effektiven Wechselkurse im Index für drei Gruppen:
- eine schmale Gruppe (EER-12 Index),
- eine Gruppe von 20 Mitgliedsländern (EER-20 Index), bestehend aus den EER-12 Ländern, plus China und den sieben nicht der Eurozone angehörenden EU-Mitgliedstaaten
- eine breite Gruppe (EER-40 Index) von Handelspartnern, bestehend aus den EER-20 Ländern, plus 20 zusätzlichen relevanten Handelspartnern

Die EZB bestimmt die Gewichte der einzelnen Partnerländer anhand der Anteile der Fertigerzeugnisse, wie sie in der Standard International Trade Classification (SITC) definiert sind. Für die Gewichte verwendet die EZB die Werte aus den Exporten und den Importen, ohne den Handel innerhalb des Euroraums zu berücksichtigen. Die Einfuhren werden nach dem einfachen Anteil der Partnerländer an den Gesamtimporten in das Euro-Währungsgebiet gewichtet. Die Exporte werden hingegen doppelt gewichtet, wegen der sogenannten „Dritt-Markt-Effekte“. Dies erfasst den Wettbewerb der europäischen Exporteure in ausländische Märkte gegenüber inländischen Produzenten und Exporteuren aus Drittländern.

## Name, Symbole und Codes

### Währungsname Euro
Der Name „Euro“ wurde auf der Tagung des Europäischen Rates am 15. und 16. Dezember 1995 in Madrid beschlossen und in der Verordnung (EG) Nr. 974/98 über die Einführung des Euros festgelegt. In allen Sprachen der Länder, in denen die Währung eingeführt wurde, lautet ihr Name „euro“. Abweichend davon wird im Deutschen die Währung großgeschrieben (Euro), im Griechischen wird das griechische Alphabet verwendet (ευρώ) und im Bulgarischen das kyrillische (евро).
Trotz der identischen Schreibweise wird der Name der Gemeinschaftswährung in verschiedenen Sprachen sehr unterschiedlich ausgesprochen:
- Deutsch [ˈɔʏ̯ʁo]
- Englisch [ˈjuːɹəʊ]
- Finnisch und Italienisch [ˈɛurɔ]
- Französisch [øˈʁo]
- Bulgarisch und Griechisch [ɛvˈro]
- Lettisch [ˈejɾo]
- Niederländisch [ˈøro]
- Spanisch und Estnisch [ˈeuɾo]
- Schwedisch [ˈɔʏ̯ˈru]

Die korrekte Bezeichnung der gemeinsamen Währung im Nominativ Singular als „Euro“ findet sich in allen diesbezüglichen Rechtsakten der Europäischen Union und wird sogar von der Europäischen Zentralbank im Rahmen ihrer regelmäßigen Konvergenzberichte als De-facto-Konvergenzkriterium überprüft:

„In Anbetracht der ausschließlichen Zuständigkeit der Gemeinschaft für die Festlegung des Namens der einheitlichen Währung sind jegliche Abweichungen von dieser Bestimmung mit dem EG-Vertrag unvereinbar und daher zu beseitigen.“

In einer Erklärung zum Vertrag von Lissabon stellten die Regierungen von Lettland, Ungarn und Malta am 9. Mai 2008 fest, dass die vereinheitlichte Schreibweise „keine Auswirkungen auf die geltenden Regeln der lettischen, der ungarischen und der maltesischen Sprache“ habe.
 In der deutschen amtlichen Sprachverwendung wird die Bezeichnung Euro unverändert auch im Plural verwendet. Allerdings weicht der umgangssprachliche Gebrauch hiervon ab: Im Deutschen lauten die Pluralformen Euros und Cents, wenn man von Scheinen und Münzen spricht oder schreibt („ein Sack voller Euros“); kein -s steht bei der Angabe eines bestimmten Geldbetrages („Ich habe tausend Euro überwiesen“). In einigen anderen EU-Sprachen existieren auch amtlich eigene Pluralformen.
Etymologisch leitet sich das Wort „Euro“ als Abkürzung des Namens des Kontinents Europa und damit letztlich aus dem griechischen Εὐρώπη ab.

### Untereinheit Cent
Die Untereinheit des Euros lautet „Cent“. Allerdings sind nach den interinstitutionellen Regeln für Veröffentlichungen der EU national abweichende Bezeichnungen nicht ausgeschlossen. Somit konnten Länder, die für die eigene Währung bereits einen Hundertstel-Begriff verwendet hatten, diesen bei der Einführung des Euro für dessen Untereinheit beibehalten. Beispiele sind Belgien und Frankreich (centimes), Bulgarien (стотинки / stotinki), Italien (centesimi) und Portugal (centavos). Im Finnischen wird sentti gebraucht, das bereits für die Untereinheit des Dollars benutzt wurde. Im Griechischen wird λεπτό (Lepto) verwendet, Untereinheit der griechischen Drachme.
Umgangssprachlich wird der Cent auch als „Euro-Cent“ bezeichnet, ohne diesen Zusatz kann die Währung unklar sein. Auch auf den Centmünzen werden die Worte Euro und Cent übereinander geschrieben, wobei allerdings Euro in kleinerer Schrift als Cent erscheint. Es gibt allerdings einen erkennbaren Unterschied zumindest zu den Cents der amerikanischen und kanadischen Dollar-Währungen.
Das Wort „Cent“ stammt von lateinisch centesimus ‚der Hundertste‘ bzw. ‚das Hundertstel‘ ab. Varianten wurden schon seit langem in der Romania für Währungsuntereinheiten benutzt (vgl. Céntimo, Centime, Centavo und Centesimo). Die Form „Cent“ selbst war schon vor der Euro-Einführung über das Niederländische und das Englische ins Deutsche vermittelt worden, insbesondere als Bezeichnung für die Untereinheit des Dollar.

### Euro-Währungssymbol

Das Eurozeichen mit Abmessungen

Das Euro-Zeichen wurde 1997 von der Europäischen Kommission als Symbol für die europäische Gemeinschaftswährung eingeführt. Dass es überhaupt ein Symbol gibt, ist eher dem Zufall zu verdanken. Da es nur wenige Währungen gibt, für die ein Symbol existiert, hatte der Rat auch nie über ein Symbol diskutiert. Erst als Anfang 1996 ein Logo für Informationskampagnen gesucht wurde, fand man den Entwurf. Daraus entstand die Idee, dieses Logo auch als Währungssymbol einzuführen. Am 23. Juli 1997 veröffentlichte die Kommission eine Mitteilung über die Verwendung des Euro-Zeichens. Der Text erläutert:
„Das € ist an das griechische Epsilon angelehnt, das auf die Wiege der europäischen Zivilisation zurückverweist, und an den ersten Buchstaben des Wortes Europa; es wird gekreuzt von zwei Parallelen, die die Stabilität des Euros symbolisieren. Eine frühzeitige Festlegung auf ein unverwechselbares Symbol für den Euro soll auch zeigen, dass der Euro dazu berufen ist, eine der wichtigsten Währungen der Welt zu werden.“
Es basiert auf einem 1974 als Studie geschaffenen Entwurf des ehemaligen Chefgrafikers der Europäischen Gemeinschaft (EG), Arthur Eisenmenger. Es ist ein großes, rundes E, das in der Mitte zwei waagerechte, versetzte Striche besitzt (oder auch wie ein C mit einem Gleichheitszeichen kombiniert). Es erinnert an den griechischen Buchstaben Epsilon (ε). Ursprünglich sollte die Abkürzung ECU verwendet werden. Das Eurozeichen sollte in dieser Form nicht in Texten eingesetzt werden. Typografisch korrekt ist es, das Eurozeichen der verwendeten Schrift zu verwenden (U+20AC).
Allerdings erschien schon – von der Paneuropa-Union im Jahr 1972 herausgegeben – ein Satz mit sieben Werten zu 1, 2, 5, 10, 20, 50 und 100 Euro mit dem Euro-Symbol „€“, das damals etwas anders aussah, aber auch aus einem großen „C“ mit einem eingefügten Gleichheitszeichen bestand. Anlass der Ausgabe waren der 50. Jahrestag der Paneuropa-Union und der 20. Jahrestag der Europäischen Gemeinschaft für Kohle und Stahl, verbunden mit dem Vertrag über die Norderweiterung der Gemeinschaft. Die Stücke zeigen eine Umschrift mit dem Text „CONFŒDERATIO EUROPÆA“. Auf den Rückseiten sind Karl der Große, Karl V., Napoléon Bonaparte, Richard Nikolaus Graf von Coudenhove-Kalergi, Jean Monnet, Sir Winston Churchill und Konrad Adenauer abgebildet. Eine weitere Euro-Ausgabe mit zwei Stücken gab es ein Jahr später zum 10. Jahrestag des Freundschaftsvertrages zwischen Deutschland und Frankreich.

### ISO-Währungscode
Das internationale Währungskürzel lautet „EUR“. In der ISO-Norm weicht es in mehrfacher Hinsicht von der allgemeinen Systematik ab:
- Üblicherweise ist der erste Buchstabe von Währungen, die im Rahmen einer Währungsunion verwendet werden, das „X“. Ein dem Standard entsprechendes Kürzel könnte etwa „XEU“ sein. Tatsächlich war dies auch das internationale Währungskürzel der Europäischen Währungseinheit ECU von 1979 bis 1998, die durch den Euro abgelöst wurde.
- Ist der erste Buchstabe kein „X“, so stehen die ersten beiden Buchstaben für den Ländercode nach ISO 3166, der letzte ist üblicherweise der Anfangsbuchstabe der Währung. Obwohl die Europäische Union kein souveräner Staat ist, ist für sie in ISO 3166 das Kürzel EU definiert. Der Euro müsste diesem Standard zufolge also eigentlich das Kürzel „EUE“ tragen.

### Amtliche Schreibweisen
Das Amt für Veröffentlichungen der Europäischen Union verwendet in seinen Schreibregeln das Eurozeichen nur zur grafischen Darstellung, populärwissenschaftlichen Veröffentlichungen und für Werbezwecke. In amtlichen Texten wird für Währungsbeträge hingegen grundsätzlich der ISO-Code „EUR“ genutzt.
Für den Cent gibt es offiziell weder ein Zeichen noch eine Abkürzung. In amtlichen Texten werden Beträge im Cent-Bereich daher in Eurobruchteilen angegeben, also zum Beispiel für einen Betrag von 20 Cent „0,20 EUR“. Inoffiziell wird die Untereinheit allerdings häufig abgekürzt (Ct, Ct., ct, C oder c). Das für den US-Cent verwendete Zeichen ¢ ist für den Eurocent ungebräuchlich.

## Eurobargeld
Ende 2010 waren 862,3 Milliarden Euro als Bargeld in Umlauf, davon 840 Milliarden Euro als Banknoten (97,4 %) und 22,3 Milliarden Euro als Münzen (2,6 %). Ende 2024 waren 1.623 Milliarden Euro im Umlauf, davon 1.588 Milliarden Euro als Banknoten (97,8 %) und 34,7 Milliarden Euro als Münzen.

### Münzen

1-Euro-Münze der Prägejahre ab 2007

#### Gebrauchsmünzen
Es gibt Euromünzen zu 1, 2, 5, 10, 20 und 50 Eurocent sowie zu 1 und 2 Euro. Die Vorderseiten der Münzen aller Euroländer sind gleich, auf der Rückseite haben sie nationale Motivprägungen. Dennoch kann im gesamten Währungsraum damit bezahlt werden. Seit 2007 werden die Vorderseiten der Münzen schrittweise erneuert, um die im Jahre 2004 hinzugekommenen EU-Länder ebenfalls darzustellen. Die deutschen Rückseiten besitzen zusätzlich noch ein Münzzeichen, das den Prägeort angibt. Auf den griechischen Münzen ist der Nennwert auch auf Griechisch aufgeführt, statt Cent steht die Bezeichnung Lepto/Lepta.
Auf der Vorderseite der Münzen befindet sich ein versetztes Doppel-L; die Initialen des belgischen Designers Luc Luycx.
Die Münzen zu 1 und 2 Euro bestehen aus zwei unterschiedlichen Legierungen (Kupfernickel und Messing). Unter Gebrauchsbedingungen entsteht ein elektrochemisches Spannungsgefälle, das Nickel-Ionen aus der Legierung herauslöst. Dies löst jedoch (entgegen ursprünglichen Befürchtungen) keine allergischen Reaktionen aus.
Da die thailändischen 10-Baht-Münzen den 2-Euro-Münzen in Größe und Gewicht stark ähneln und ebenfalls aus zwei unterschiedlichen Legierungen bestehen, erkennen Automaten im Euroraum, die über eine unzureichende Münzprüfung verfügen, diese Münzen möglicherweise als 2-Euro-Münze. Das kann unter Umständen auch mit anderen Münzen – zum Beispiel der neuen türkischen 1-Lira-Münze, der kenianischen 5-Schilling-Münze oder mit Restbeständen der italienischen 500-Lira-Münze – geschehen.

#### 2-Euro-Gedenkmünzen
Seit 2004 werden 2-Euro-Gedenkmünzen für den Umlauf ausgegeben. Sie unterscheiden sich nur durch das Motiv auf der nationalen Seite von den Umlaufmünzen und sind im gesamten Euroraum gültig.
Die erste Ausgabe wurde zum Gedenken an die Olympischen Sommerspiele 2004 in Athen von Griechenland ausgegeben. 2005 gab Österreich eine Münze zum fünfzigjährigen Jubiläum des Staatsvertrages heraus. Deutschland startete mit seiner ersten Gedenkmünze der Bundesländerserie 2006, auf der das Holstentor zu Lübeck abgebildet ist. Die Auflage betrug 31,5 Millionen. Dem jährlich wechselnden Vorsitz im Bundesrat gemäß wurden in den Folgejahren und werden bis einschließlich 2022 – mit Ausnahme des Jahres 2019 – jeweils einem der 16 Bundesländer gewidmete Gedenkmünzen mit Auflagen von jeweils rund 31 Millionen ausgegeben. Es war deshalb vorgesehen, dass Deutschland für den Umlauf 16 Jahre lang keine 2-Euro-Münzen mit dem Motiv des Bundesadlers (also die „gewöhnliche“ 2-Euro-Münze) – mit Ausnahme einer geringen Auflage Kursmünzensätze für Sammler – prägt. Dennoch wurden aber immer wieder 2-Euro-Münzen mit dem Bundesadler in erheblicher Stückzahl für Umlaufzwecke geprägt.
Zum fünfzigsten Jahrestag der Unterzeichnung der Römischen Verträge, dem 25. März 2007, gaben alle 13 Euroländer eine Gedenkmünze mit gemeinsamem Bild und Schriftzügen in der jeweiligen Landessprache bzw. in Latein aus. Am 1. Januar 2009 erschien erneut eine Gemeinschaftsausgabe der mittlerweile 16 Euroländer anlässlich des zehnten Jubiläums der Wirtschafts- und Währungsunion. Das Ausgabedatum ist symbolisch zu betrachten, da Neujahr ein offizieller Feiertag ist. Die deutsche Ausgabe erschien am 5. Januar und die italienische Münze als letzte der Serie am 26. März. Anfang 2012 folgte die dritte Gemeinschaftsausgabe von nunmehr 17 Ländern anlässlich des zehnjährigen Jubiläums der Einführung des Euros als Bargeld. Anlässlich des dreißigjährigen Bestehens der EU-Flagge gaben alle 19 EU-Länder, die den Euro als offizielles Zahlungsmittel nutzten, im Jahr 2015 eine gemeinschaftliche 2-Euro-Gedenkmünze aus.

#### Sammlermünzen
Die Euroländer verausgaben neben den normalen Kursmünzen und den 2-Euro-Gedenkmünzen auch reine Sammlermünzen. Teilweise belaufen sich die Nennwerte auf bis zu mehreren hundert Euro, und die Münzen enthalten Silber oder Gold. Derartige Sammlermünzen werden nur in den jeweiligen Ausgabestaaten als gültiges Zahlungsmittel anerkannt, das heißt, sie gelten nicht in der gesamten Eurozone. Die Prägeauflage ist meistens limitiert. Die Nennwerte sind beliebig, nur die Nennwerte der normalen Euro-Kursmünzen dürfen nicht für Sammlermünzen verwendet werden. Den bislang höchsten Nennwert hat mit 100.000 Euro eine Sonderausgabe des Wiener Philharmonikers.
Am 14. April 2016 wurde in Deutschland, vorerst in kleiner Stückzahl und nur in den Filialen der Deutschen Bundesbank erhältlich, eine 5-Euro-Münze als Sammlermünze mit blauem Ring herausgegeben. Sie sorgt auch deshalb für großes öffentliches Interesse, da die Fälschungssicherheit durch die neue Produktionstechnik verbessert werden soll und die Akzeptanz dieses neuen Nominalwertes mit Spannung erwartet wird.

### Banknoten

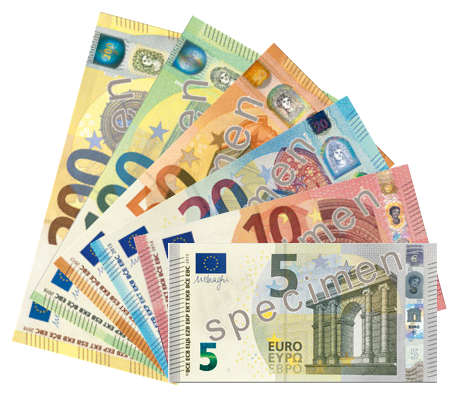
Eurobanknoten (zweite Serie)

Euro-Banknoten gibt es in einer Stückelung von 5 €, 10 €, 20 €, 50 €, 100 €, 200 € und 500 €.
Die Euro-Banknoten der ersten Serie (ES1) wurden nach einem EU-weiten Wettbewerb von dem Österreicher Robert Kalina gestaltet und sind in allen Euroländern identisch. Die Scheine zeigen verschiedene Motive zu den Themen Zeitalter und Baustile in Europa. Die Vorderseiten zeigen als Motiv ein Fenster oder eine Fensterfront, die Rückseiten jeweils eine Brücke. Dabei sind keine realen Bauwerke abgebildet, sondern es wurden die Stilmerkmale der einzelnen Epochen in eine typische Abbildung eingebracht: Antike auf dem 5-Euro-Schein, Romanik auf dem 10-Euro-Schein, Gotik auf dem 20-Euro-Schein, Renaissance auf dem 50-Euro-Schein, Barock und Rokoko auf dem 100-Euro-Schein, Eisen- und Glasarchitektur auf dem 200-Euro-Schein und moderne Architektur des 20. Jahrhunderts auf dem 500-Euro-Schein.
2005 begann die Entwicklung der von Reinhold Gerstetter gestalteten zweiten Generation von Euro-Banknoten, die von 2013 bis 2019 sukzessive eingeführt wurden. Diese zweite Serie (Europa-Serie) enthält keine 500-€-Note mehr. Die Euro-Scheine der ersten Serie, einschließlich des 500-€-Scheins, bleiben vorerst weiter gültig. Sie werden aber nach und nach aus dem Verkehr genommen, so dass ihre Anzahl abnimmt. Über einen eventuellen Beschluss, dass die Banknoten der ersten Serie ihre Gültigkeit als gesetzliches Zahlungsmittel verlieren, soll die Öffentlichkeit rechtzeitig informiert werden. Auch danach können sie unbefristet bei den nationalen Notenbanken eingetauscht werden.

Die Banknoten-Serien im Vergleich
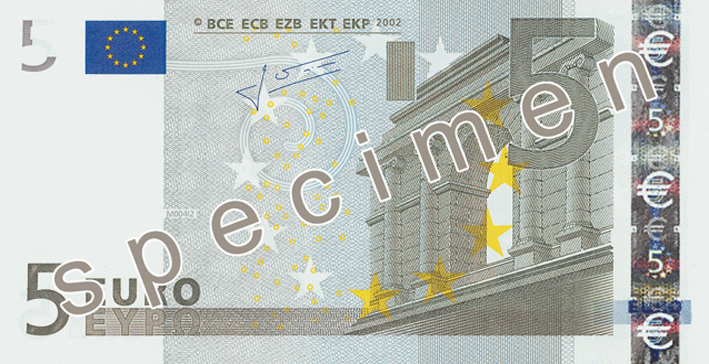
Erste Serie (ab 2002) Zur Euro-Einführung ausgegeben.
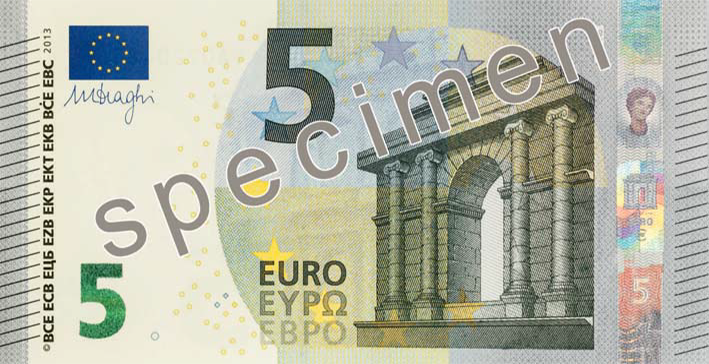
Zweite Serie (ab 2013) Europa-Serie
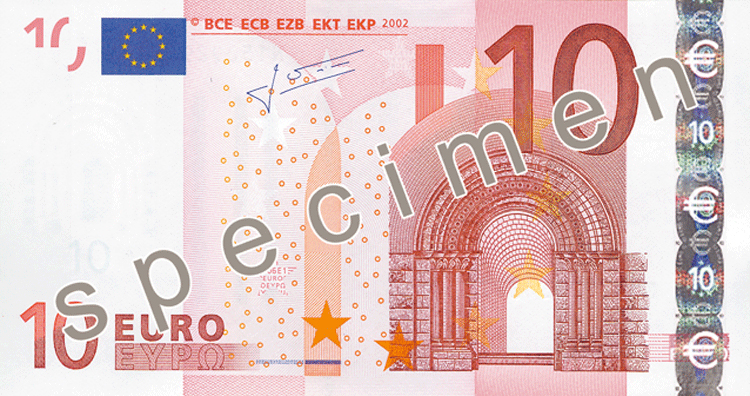
Erste Serie
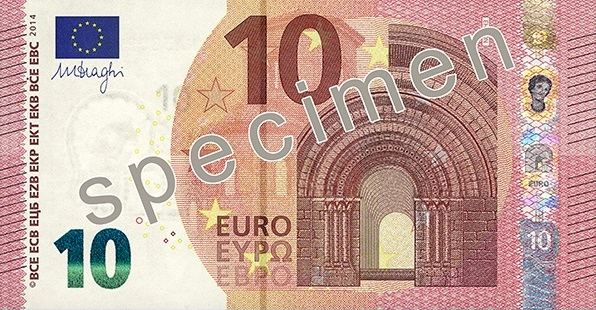
Zweite Serie (ab 2014)
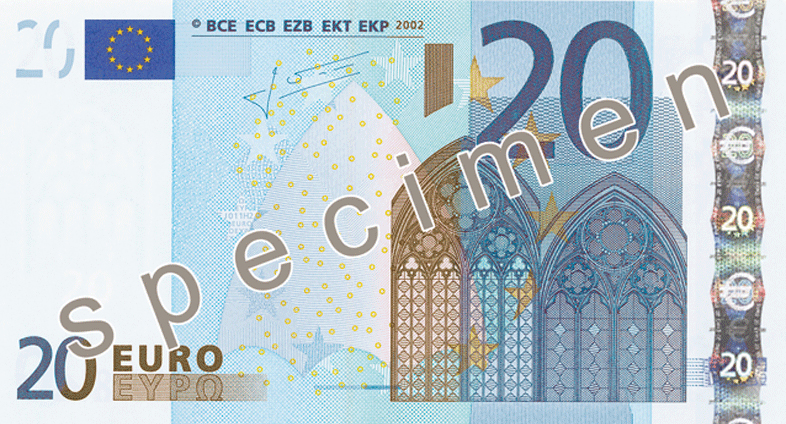
Erste Serie
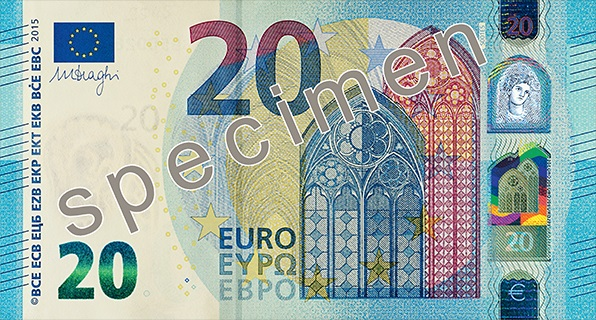
Zweite Serie (ab 2015)
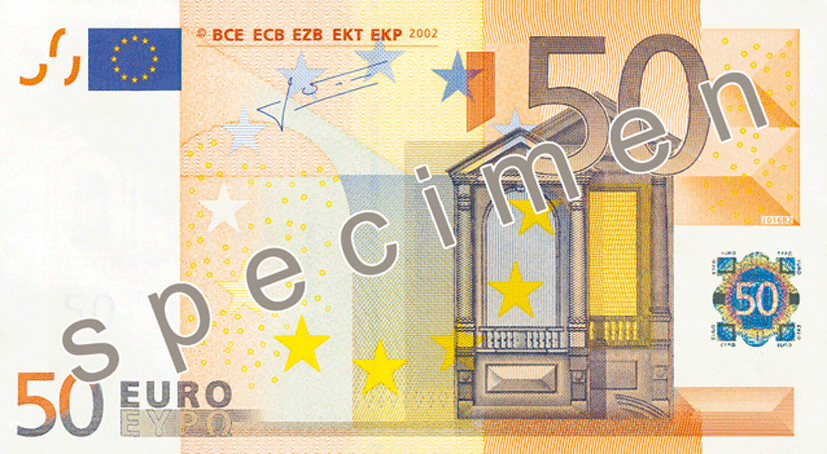
Erste Serie
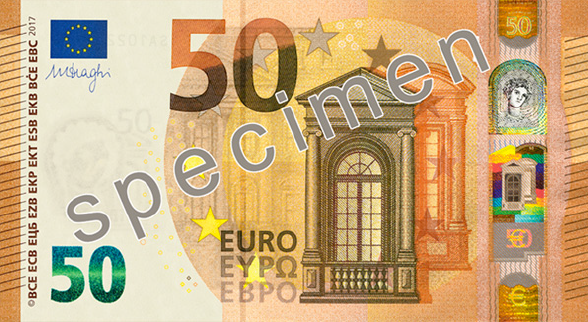
Zweite Serie (ab 2017)
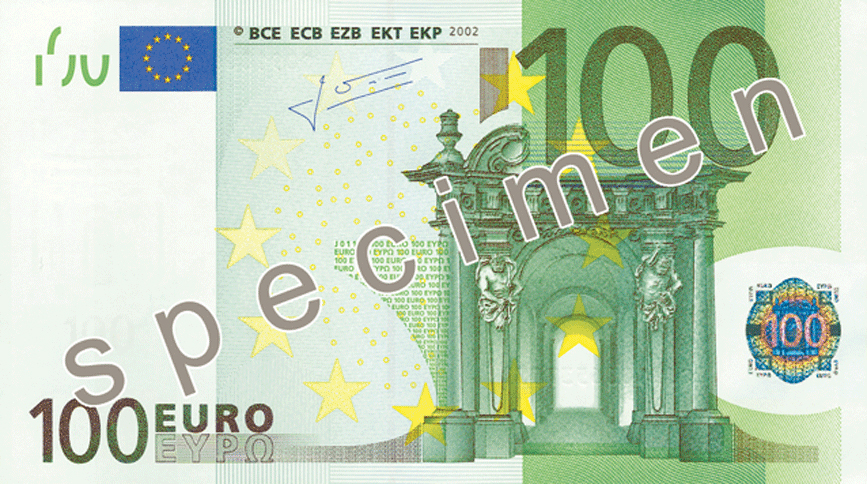
Erste Serie
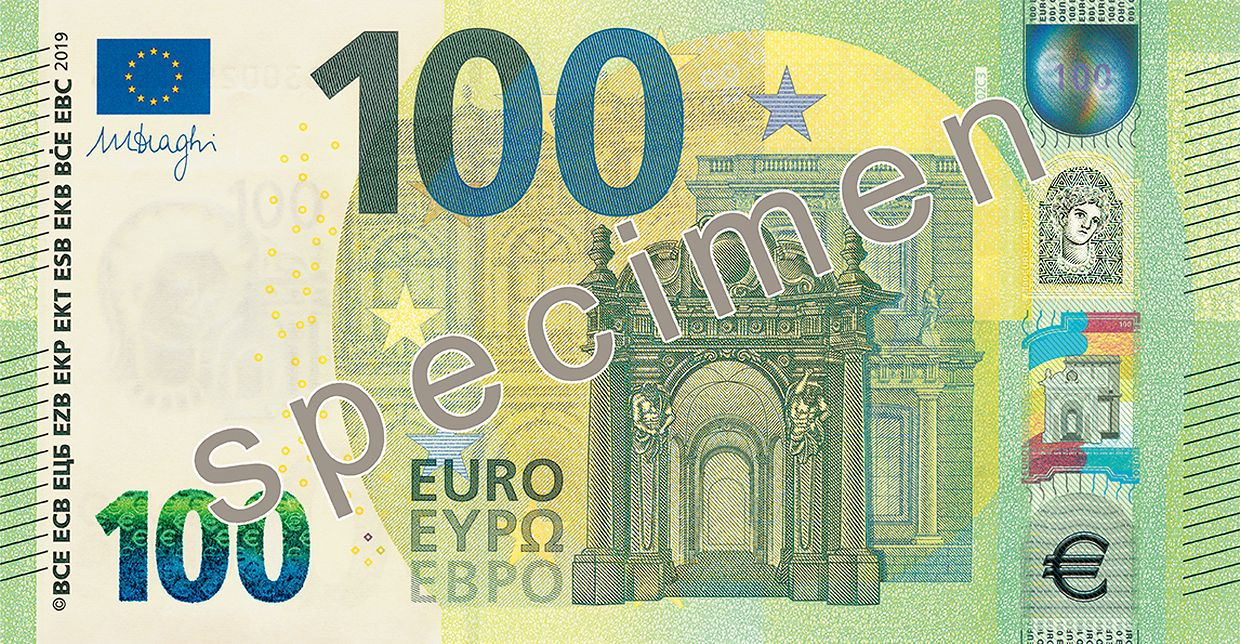
Zweite Serie (ab 2019)
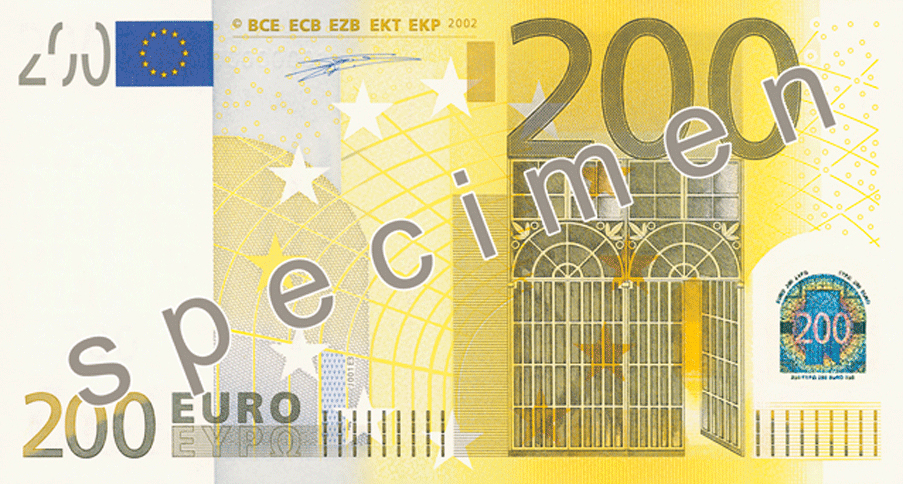
Erste Serie
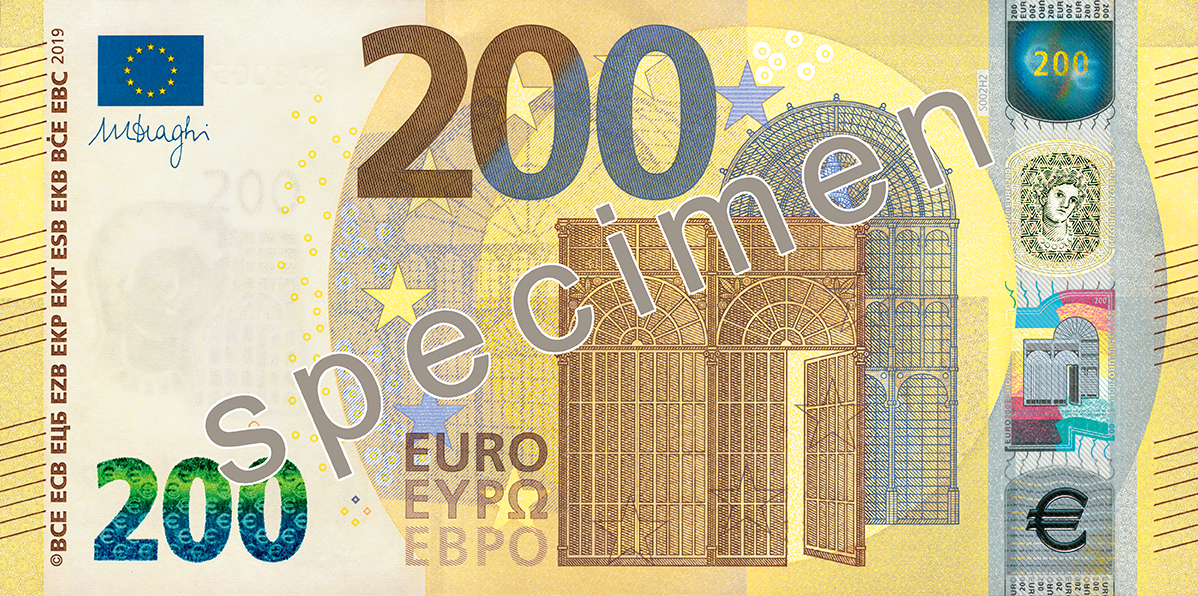
Zweite Serie (ab 2019)
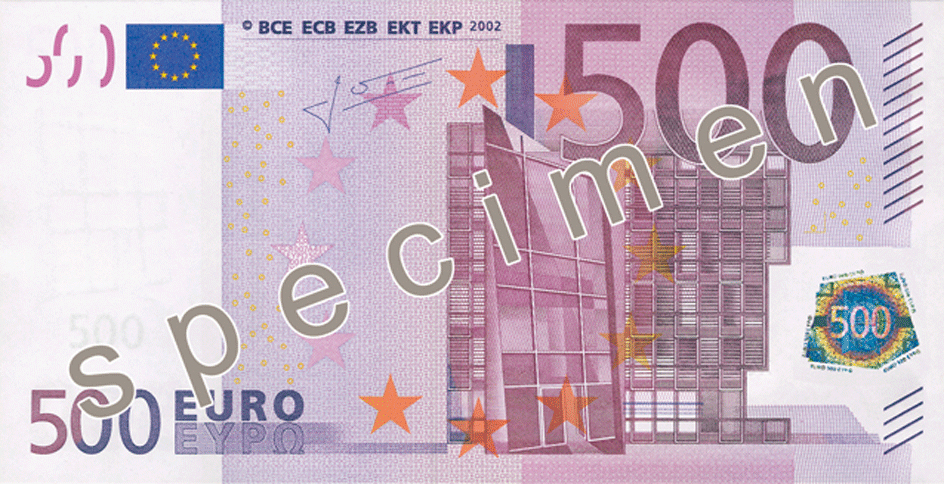
Erste Serie (dieser Nominalwert kommt in der zweiten Serie nicht mehr vor)

### Herkunft der Eurobanknoten

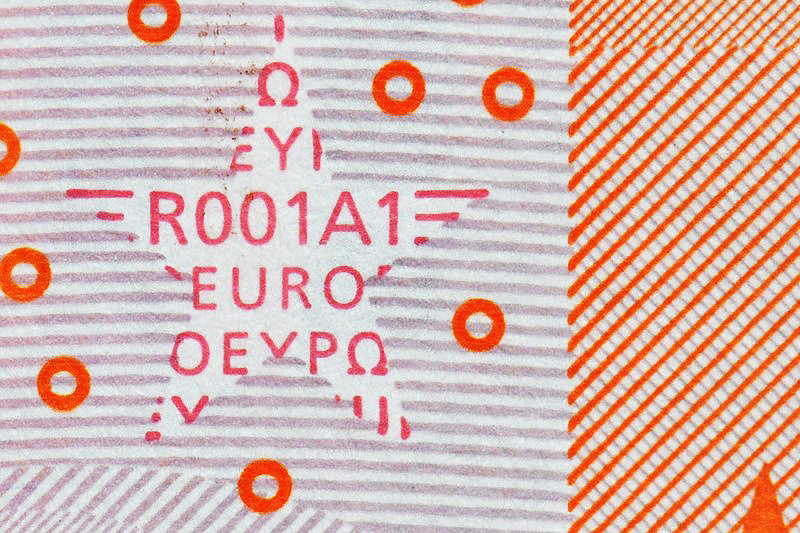
Druckereicode im 8-Uhr-Stern einer 10-Euro-Note der ersten Serie

Bis Ende 2002 war anhand des Anfangsbuchstabens der Seriennummer auf der Rückseite eines Euroscheines zu ersehen, im Auftrag welcher nationalen Zentralbank er gedruckt wurde. Deutschland hatte in diesem System den Buchstaben X zugewiesen bekommen. Seit 2003 wird im sogenannten „Pooling-System“ jeder Wert nur noch von wenigen Nationalbanken produziert und von den Druckereien ins gesamte Eurogebiet transportiert. Jede Nationalbank spezialisiert sich auf höchstens vier Wertstufen.
Heute lässt sich die Herkunft nur noch mit Hilfe des Druckereicodes feststellen, der sich bei jedem Schein auf der Vorderseite befindet, bei Banknoten der zweiten Serie rechts am oberen Bildrand. Bei Noten der ersten Serie variiert die genaue Position je nach Wert des Scheines, beispielsweise befindet sie sich beim 10-Euro-Schein im Stern an der 8-Uhr-Position. Der erste Buchstabe gibt die Druckerei an, in der er gedruckt wurde. Der Buchstabe R steht zum Beispiel für die Bundesdruckerei in Berlin. Der Druckereicode besteht aus einem Buchstaben, drei Ziffern, einem Buchstaben und einer Ziffer. Siehe mehr dazu im Artikel Eurobanknoten.

### Diskussionen um das Bargeld

#### Forderung von 1- und 2-Euro-Scheinen
Österreich forderte die Einführung eines 2-Euro-Scheins, Italien sogar die eines 1-Euro-Scheins. In beiden Staaten waren vor der Einführung des Euros Geldscheine mit relativ geringen Werten im Umlauf – so zum Beispiel der 20-Schilling-Schein (1,45 Euro) in Österreich oder der 1000-Lire-Schein (52 Cent) in Italien.
Am 18. November 2004 beschloss der EZB-Rat, keine Euroscheine mit niedrigerem Wert einzuführen.
Sie hätten einen ähnlichen Wert wie die seinerzeit selten verwendete 5-DM-Note (2,56 Euro).

#### Abschaffung der 1- und 2-Cent-Münzen
In einigen Euroländern sind 1- und 2-Cent-Münzen für den Barzahlungsverkehr nicht gebräuchlich und werden nur in kleinen Stückzahlen für Münzsammler geprägt. In Finnland wurden sie als Zahlungsmittel gar nicht eingeführt; dort werden seither Rechnungen, die nicht auf –,–0 oder –,–5 Euro enden, beim Bezahlen auf diese Beträge gerundet. Zwar kann man auch mit 1- oder 2-Cent-Münzen zahlen; sie werden jedoch nicht als Wechselgeld herausgegeben. Schon vor der Euro-Einführung war die kleinste Nominale der finnischen Mark nicht das 1-Penni-Stück, sondern das 10-Penniä-Stück gewesen und Beträge wurden entsprechend gerundet. In den Niederlanden (seit 1. September 2004; entsprechend auch schon mit dem Gulden nach der Abschaffung der 1-Cent-Münze) wurde dieses System später übernommen – begründet mit dem geringen Geldumlauf solcher Münzen.
Auch Belgien setzt seit Anfang Dezember 2019 auf diese Praxis.
Die Gegner der Abschaffung befürchten vor allem einen zweiten „Teuro-Effekt“, weil viele Einzelpreise auf volle fünf Cent aufgerundet werden könnten. Dagegen wird aber eingewendet, dass dies wegen der psychologisch wichtigen Schwellenpreise, die dann eher von –,99 auf –,95 herabgesetzt werden, nicht passieren würde. Allerdings existieren in niederländischen und finnischen Geschäften immer noch warenbezogene Schwellenpreise, die oft auf –,99 enden. Erst die Summe an der Kasse wird auf- oder abgerundet.
Die EU-Kommission machte am 14. Mai 2013 Vorschläge für eine Vergünstigung oder eine Abschaffung der 1- und 2-Cent-Münzen. Währungskommissar Olli Rehn stellte fest, die Herstellung und Herausgabe dieser Münzen übersteige ihren Wert. Zugleich müssten die Zentralbanken ausgerechnet von diesen Münzen besonders viele Exemplare herausgeben. Insgesamt seien in den letzten elf Jahren 45,8 Milliarden solcher Kleinstmünzen in Umlauf gebracht worden. Die Ausgabe der Kleinstmünzen habe die Euro-Staaten seit dem Start der Gemeinschaftswährung im Jahr 2002 zusammen etwa 1,4 Milliarden Euro gekostet. Die Kosten für die Cent-Münzen könnten etwa durch eine andere Materialmischung oder ein effizienteres Prägungsverfahren reduziert werden.

### Fälschungssicherheit

#### Banknoten
Die Fälschungssicherheit der Eurobanknoten wird im internationalen Vergleich hoch angesehen. Um sie zu gewährleisten, sind die Scheine mit mehreren Sicherheitsmerkmalen ausgestattet. Bei der Produktion werden in das Banknotenpapier fluoreszierende Fasern und ein mittig verlaufender Sicherheitsfaden eingebracht, der in Gegenlicht dunkel erscheint und die Wertangabe als Mikrodruck trägt. Außerdem bestehen die Scheine aus Baumwollfasern, die ihnen eine charakteristische Struktur verleihen. Weiterhin werden Teile des Motivs mit fluoreszierender Farbe hergestellt, sodass unter UV-Licht die Fasern und das Motiv leuchten. Bei Nutzung von infrarotem Licht reflektieren die Scheine in unterschiedlichen Farben. Ein Wasserzeichen in den Noten lässt im Gegenlicht das jeweilige Architekturmotiv und die Wertzahl erkennen.

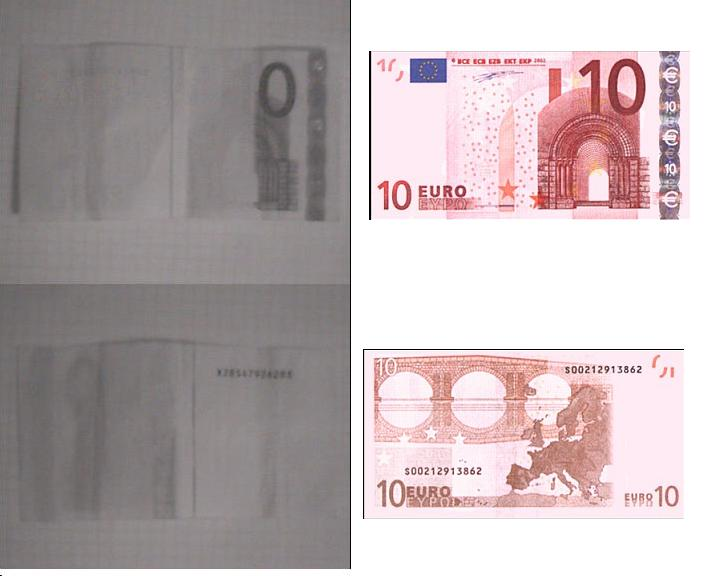
Links unter Infrarotlicht, rechts unter normalem Licht fotografiert

Das Durchsichtsregister in der oberen linken Ecke der Banknotenvorderseite lässt ebenfalls im Gegenlicht zusammen mit dem Rückseitenmotiv die Wertzahl erscheinen. Dies passiert dadurch, dass auf Vorder- und Rückseite jeweils nur Teile der Wertzahl gedruckt sind, die sich erst bei der Durchsicht zusammenfügen. Am Rand der 5-, 10- und 20-Euro-Banknoten ist ein durchlaufender metallisierter Folienstreifen aufgebracht, der je nach Beleuchtungswinkel entweder das Euro-Symbol oder den jeweiligen Wert des Scheines als Kinegramm erscheinen lässt. Die höherwertigen Euroscheine ab 50 Euro besitzen an dieser Stelle ein positioniertes Folienelement, das beim Kippen der Banknote in Form eines Hologramms – je nach Betrachtungswinkel – das jeweilige Architekturmotiv beziehungsweise die Wertzahl zeigt.
Durch das Druckverfahren der Banknoten, ein Stichtiefdruckverfahren kombiniert mit – als Irisdruck ausgeführtem – indirektem Hochdruck, entsteht auf der Geldscheinvorderseite ein ertastbares Relief, das die Fälschung der Banknoten erschwert und zugleich Sehbehinderten die Unterscheidung der Banknoten vereinfacht. Außerdem sind die Abbildungen der Fenster und Tore und die Abkürzungen der Europäischen Zentralbank (BCE, ECB, ЕЦБ, EZB, ΕΚΤ, EKP, EKB, BCE, EBC) ertastbar.
Die Scheine niedrigen Wertes haben auf der Rückseite einen goldtransparenten Perlglanzstreifen, während bei den Werten ab 50 Euro die Farbe der Wertziffer beim Kippen variiert (OVI = optical variable ink). Zudem besitzen die Euroscheine maschinenlesbare Kennzeichen, die eine automatische Überprüfung der Echtheit gewährleisten. Eine Besonderheit ist das sogenannte „Counterfeit Deterrence System“ (CDS), das das Reproduzieren auf Kopiergeräten oder per PC verhindern soll. Die Deutsche Bundesbank empfiehlt generell, sich niemals nur auf ein einziges Sicherheitsmerkmal zu konzentrieren, und weist gleichzeitig darauf hin, dass es weitere Sicherheitsmerkmale gebe, die aber nicht veröffentlicht werden.

#### Europa-Serie
Mario Draghi (damaliger Präsident der Europäischen Zentralbank) stellte am 10. Januar 2013 in Frankfurt als ersten Schein einer neuen, Europa-Serie genannten Banknotenserie eine 5-Euro-Note vor, die ab dem 2. Mai 2013 in Umlauf gebracht wurde. Sie weist zusätzliche Sicherheitsmerkmale auf, z. B. ein Wasserzeichen mit der Abbildung der mythologischen Gestalt Europa, einen Sicherheitsfaden, eine Ziffer „5“, die beim Kippen von Smaragdgrün nach Tiefblau changiert, einen glänzenden Hologrammstreifen sowie tastbare Linien an den Rändern. Zwecks längerer Haltbarkeit ist die neue Banknote mit einem Schutzlack versehen und fühlt sich deshalb wächsern-glatt an. Die parallel zirkulierenden alten Banknoten werden nach und nach aus dem Verkehr gezogen und verlieren „letztlich den Status als gesetzliches Zahlungsmittel […] behalten jedoch auf Dauer ihren Wert“.
Der Fünfer, die am intensivsten zirkulierende Euro-Banknote, hat in der alten Version eine Haltbarkeit von nur knapp einem Jahr.
Neu ist, dass in der Europa-Serie, die 2014 mit einem neuen 10-Euro-Schein und 2015 mit einem neuen 20-Euro-Schein fortgesetzt wurde, die Währungsbezeichnung nicht nur in lateinischer und griechischer Schreibweise (EURO bzw. EYPΩ) erfolgt, sondern auch in kyrillischer Schrift (ЕВРО), und neun statt bisher fünf Akronyme für die Europäische Zentralbank erscheinen.

#### Münzen
Euromünzen sind wegen des niedrigeren Wertes nicht so stark von Fälschungen betroffen wie die Geldscheine, trotzdem müssen auch sie vor Fälschern geschützt sein. Sie verfügen über eine bestimmte Größe und eine genau definierte Masse. Die Ein- und Zwei-Euro-Münzen sind durch eine Kombination zweier Metalle bicolor gestaltet. Dies und ein komplexes, dreischichtiges Herstellungsverfahren gewährleisten die Fälschungssicherheit der Münzen.
Der Mittelteil echter Ein- und Zwei-Euro-Münzen ist leicht ferromagnetisch, die Ein-, Zwei- und Fünf-Cent-Stücke sind hingegen stark ferromagnetisch. Der Außenring der Ein- und Zwei-Euro-Münzen ist dagegen nicht ferromagnetisch, genau wie die übrigen drei Euromünzen. Da falsche Centmünzen oftmals aus anderen Metallen hergestellt sind als die echten, lassen sie auch oft einen falschen Klang beim Fall auf eine Tischplatte entstehen. Auch hinterlassen sie oft eine bleistiftähnliche Spur, wenn man sie über ein Blatt Papier streicht.

##### Gefälschte Münzen
Dem Umlauf entzogene 1- und 2-Euro-Münzen wurden bis 2007 in Deutschland nicht (durch Verbiegen oder Plattwalzen ihrer Oberflächen) verunstaltet, sondern entkernt, also in Ring und Kern getrennt und nach Materialsorte sortiert. Solch sortierter Schrott wurde u. a. nach China verkauft. Betrügerisch sollen diese Münzenteile in großem Umfang wieder maschinell zusammengesetzt worden sein. Diese neu zusammengesetzten Münzen wurden z. B. durch Flugbegleiterinnen nach Deutschland eingeführt, als beschädigte Münzen der Bundesbank zur Rücknahme angeboten und von dieser angenommen. Betroffen waren 29 Tonnen bei 263 Transaktionen in drei Jahren, im (Schadens-)Wert von 6 Millionen Euro. Das ist wenig im Vergleich zu fast 70.000 t Münzeinzahlungen bei der Bundesbank pro Jahr und fiel dadurch nicht auf. Nach einjähriger Ermittlung wurde der Fall im April 2011 als gerichtsanhängig publik. Die Münzüberbringer gaben vor, „die Münzen seien in China beim Verarbeiten von Müll, Schrottautos und Altkleidern angefallen“. Ein Teil der Münzen war in die Teile zerfallen, bei einem Teil passten Ring und Kern herkunftsmäßig nicht zusammen, manche Spalten waren optisch durchscheinend oder wiesen Klebstoff auf. Seit 11. Januar 2011 gilt nunmehr eine neue EU-Verordnung, wonach nur noch durch den normalen Gebrauch beschädigte Münzen umgetauscht werden. Alle anderen werden ersatzlos eingezogen.
Die nationalen Behörden aller Euroländer stellten 2013 insgesamt 175.900 falsche Euromünzen sicher. Somit kam auf 100.000 echte Münzen eine Fälschung. Zwei von drei sichergestellten Falschmünzen waren 2-Euro-Münzen. Um den Fälschungsschutz des Euros zu verbessern, trat in Deutschland zum 1. Januar 2013 die Bargeldprüfungsverordnung in Kraft, die – nach einer Übergangsfrist von zwei Jahren – seit 1. Januar 2015 vorschreibt, wie Geldinstitute sicherzustellen haben, dass alle von ihnen wieder in Umlauf gebrachten Euromünzen echt sind.

#### Registriertes Falschgeld
In Deutschland wurden im ersten Halbjahr 2010 rund 33.700 falsche Eurobanknoten eingezogen, die Schadensumme betrug 1,9 Millionen Euro. Dies bedeutete einen Anstieg gegenüber den vorigen Jahren. Mit acht Fälschungen auf 10.000 Einwohner lag Deutschland aber weiter unter dem EU-Durchschnitt. Bei über 60 % der gefälschten Noten handelte es sich um 50-Euro-Scheine. An falschen Euromünzen wurden rund 33.600 Stück eingezogen, davon über 80 % Zwei-Euro-Münzen.
Europaweit betrafen im gleichen Zeitraum je gut 40 % der Fälschungen 20- und 50-Euro-Scheine.
2011 wurden von der Deutschen Bundesbank 39.000, 2012 41.500 falsche Banknoten registriert, die Schäden von 2,1 Millionen bzw. 2,2 Millionen Euro verursachten. Mit 46 % aller „Blüten“ rangierte der 20-Euro-Schein vor dem 50er mit 34 % Anteil. 5er- und 500er-Noten machen nur jeweils 1 % des registrierten Falschgelds aus.
Europaweit wurden im ersten Halbjahr 2012 251.000 gefälschte Euro-Banknoten aus dem Verkehr gezogen. In Relation zu 14,6 Milliarden in Umlauf befindlichen echten Banknoten gilt der Anteil an gefälschten Scheinen als sehr gering. Die meisten Fälschungen wurden 2009/10 gezählt; seither (Stand: 2012) nimmt deren Zahl ab.

## Auszeichnungen
Im Jahre 2002 wurde der Euro mit dem Internationalen Karlspreis zu Aachen ausgezeichnet, da er „wie kein anderer Integrationsschritt zuvor die Identifikation mit Europa befördert und damit einen entscheidenden, epochemachenden Beitrag zum Zusammenwachsen der Völkerfamilie leistet“.